# Alassio
Alassio (AFI: /aˈlassjo/, ;  in ligure, Ar̂asce in alassino; Aràsci in dialetto genovese; A"assce ò A(r)àsce in albenganese; Rasce in finalese; Arōscie in ormeasco Roche in francese desueto; vedi sotto per le denominazioni arcaiche) è un comune italiano di 9 887 abitanti della provincia di Savona in Liguria, il settimo della provincia per numero di abitanti.
Confina a nord con i comuni di Villanova d'Albenga e Albenga, a sud con Andora e Laigueglia, a ovest con Villanova d'Albenga e Andora e a est è bagnato dal mar Ligure.
Alassio è una rinomata località turistica invernale e una meta balneare molto popolare, nota per la sua spiaggia bassa e sabbiosa che si estende in un'ampia curva dagli scogli del Capo di Santa Croce fino a Capo Mele. La città presenta una conformazione allungata, situata tra le pendici montuose e il mare. Negli ultimi anni, è stata realizzata una piacevole passeggiata lungo il mare, insieme a una strada che corre parallela alla più antica via interna. Sui colli circostanti, coperti di oliveti e vigneti, si ergono numerose ville, per lo più di proprietà di cittadini inglesi, i quali hanno sempre mostrato un particolare affetto per la città, formando un'importante comunità locale. Caratterizzata da un clima davvero favorevole, è protetta da una continua catena montuosa che la difende dai venti freddi provenienti da nord, che favorisce il clima mite anche in inverno.
Nel corso degli ultimi cinquant'anni, l'economia di Alassio ha subito una radicale metamorfosi. La pesca rimane l'unica attività tradizionale ancora in uso, mentre la navigazione e il commercio marittimo, che avevano conferito alla città un'importanza significativa tra le località liguri nei secoli XVI-XVIII, sono ormai in declino. Attualmente, l'unico settore industriale attivo è quello legato al turismo, il che ha portato Alassio a trasformarsi in una città moderna, caratterizzata da alberghi, lungomare, giardini e spazi di socializzazione.

## Geografia fisica
Per comprendere appieno il contesto climatico di Alassio, è importante considerare la conformazione geografica della regione circostante. Questa ha un'influenza diretta sul clima locale, un fattore chiave per capire il successo turistico della città nel secolo scorso.

### Territorio

Mappa della Baia di Alassio

Il territorio di Alassio, situato nel nord-ovest d'Italia, è caratterizzato da condizioni climatiche mediterranee che influenzano significativamente la vegetazione circostante. Le aree circostanti alla città ospitano ampie praterie domincaceae e dagli arbusti, riflettendo l'impronta della flora mediterranea. La climatologia della regione favorisce la formazione di essi.
Il litorale di Alassio, situato tra Porto Salvo e Capo Vadino, è caratterizzato da una divisione naturale presso il Capo di Santa Croce, che separa la zona in due tratti distinti: uno a ovest, fino a Capo Mele, e uno a est, sotto l'influenza del torrente Centa. La parte occidentale è la più notevole per la presenza di un'estesa spiaggia di sabbia fine calcareo-silicea che si estende per circa 3000 metri, favorita dalla protezione naturale offerta dal Capo Mele e da un'orientazione costiera che la ripara dai venti prevalenti, contribuendo alla stabilità dell'arenile. Questa area riceve apporti da otto corsi d'acqua, benché il più lungo non superi i tre chilometri e mezzo, indicando che l'apporto di materiali da questi torrenti è limitato.

#### Colline
Nella zona occidentale di Alassio, che si estende dai confini con il territorio di Laigueglia fino alla strada di San Bernardo - Crocetta e al versante occidentale dell'abitato di Moglio, si possono osservare diverse caratteristiche ambientali.
A quote più basse, in particolare lungo la strada inferiore della regione Serre e tra l'ex Villa Cortese e la quota 200, si trova un'ampia area di pini danneggiati e diradati a causa di incendi boschivi recenti. Vicino al Rio Pian della Casa, si possono trovare piccole aree coltivate e oliveti. Nella località di San Nicola, oltre il percorso della strada comunale che va dal campo sportivo a San Bernardo, si trova una zona collinare con oliveti ben tenuti e altre coltivazioni. Gli oliveti si estendono anche alle quote tra i 100 e i 120 metri, tra il Rio Caudi e il Rio Limbo inferiore. La zona compresa tra il Rio Serre, la strada di San Bernardo e il Rio Giancardino è prevalentemente boscosa, con presenze sparse di pini, roveri e altre latifoglie, oltre a un sottobosco fitto e difficile da attraversare.
I sentieri sono stati inghiottiti dalla crescita incontrollata di sterpi, cespugli e rovi. A quote superiori rispetto alla strada comunale, tra il Rio Serre e la località San Bernardo, si trova una zona boschiva simile a quella a quote inferiori, ma con una maggiore presenza di conifere. Anche lo stato del sottobosco è simile. Tra i rivi inferiore e superiore di San Bernardo, a quote comprese tra i 150 e i 200 metri, si estende un'ampia zona con residue attività agricole, olivi e alberi da frutto, che si riduce man mano scendendo e termina alla fine del Ro Schifi.
La regione delimitata dalla provinciale Moglio-Testico a settentrione, l'abitato di Moglio ad oriente, la linea di quota 150 a meridione e la strada di Costa Lupara ad occidente, conserva ancora terreni oliveti e singolari alberi fruttiferi. Tra la quota 150 e il Rio Barbona, si estendono terreni erbosi e rari esemplari di pini. A sud della località di Moglio, nella pittoresca Sottochiesa, si scorgono frammenti di terreni destinati alla coltivazione, prevalentemente oliveti.
Tra le vette del comune c'è il monte Tirasso (o Tirazzo) (587 metri), dove è ubicato il santuario di Nostra Signora della Guardia, il monte Pisciavino, la vetta più alta del golfo alassino con i suoi 597 metri sopra il livello del mare, e infine il monte Bignone, che fa parte del territorio ingauno ma è comunque visibile dalla città. Senza dubbio il monte Bignone è il rilievo più suggestivo da vedere per via delle rocce e dei sentieri infiniti, che arrivano fino alla sua vetta a 523 metri; è inoltre l'ultimo punto di Alassio che il sole raggiunge durante il tramonto.

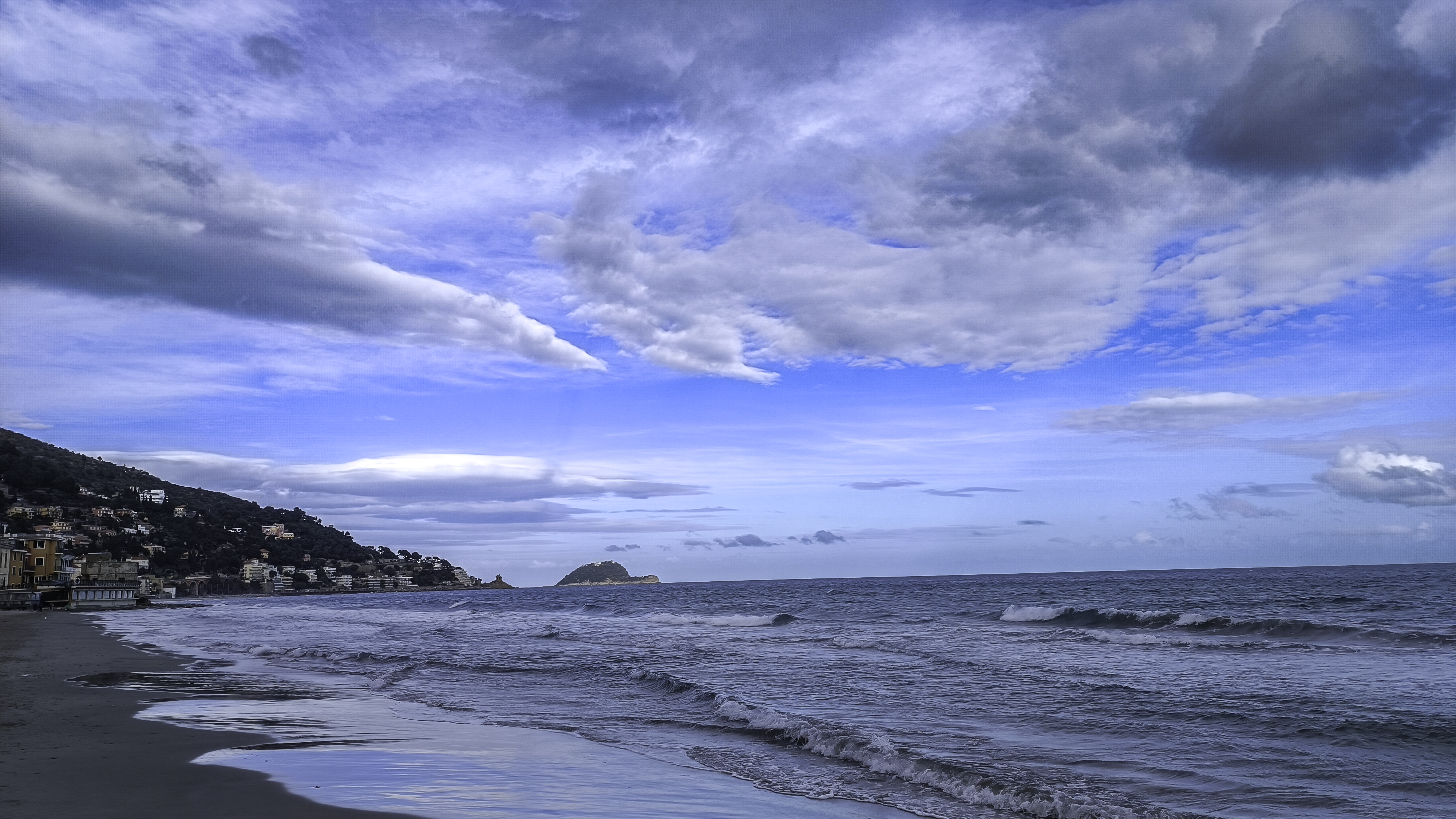
La spiaggia alassina verso l'Isola Gallinara

#### Spiagge
Il litorale di Alassio si estende per circa 3700 metri lungo la costa, con una pendenza molto lieve. La profondità della zona costiera varia a seconda della specifica località presa in considerazione.
La composizione della sabbia delle spiagge di Alassio è principalmente costituita da quarzo e silicati, che rappresentano circa il 76% del materiale. La restante parte è composta principalmente da componenti calcarei. È da notare che la conformazione della spiaggia è caratterizzata da una bassa altitudine, un tratto distintivo che è relativamente raro lungo la Riviera.
Il contenuto di polvere è estremamente limitato, e l'analisi granulometrica dell'intero strato sabbioso evidenzia una prevalenza (75,61%) di granuli dal diametro di 0,177 millimetri.
Le principali fonti di sedimentazione per la spiaggia includono non solo i detriti fluviali locali ma anche i contributi provenienti dal litorale di Laigueglia, influenzati a loro volta dalle alluvioni del fiume Merula, dalla corrosione delle rocce marine e dalle movimentazioni terrestri in prossimità del Capo Mele. Tuttavia, studi hanno evidenziato un esaurimento dell'apporto erosivo dalle rocce, a causa della livellazione dei banchi di arenarie che precedentemente contribuivano al rifornimento sedimentario. Ulteriori limitazioni agli apporti di sabbia derivano dalla costruzione del porto di Andora e dalla sistemazione dell'alveo del Merula, che hanno rispettivamente intrappolato e ridotto il trasporto solido di sabbie verso Alassio.
Inoltre, il colore della spiaggia di Alassio grigio bianca, è particolarmente fine, è priva di polveri ed è ricca di iodio.

L'orografia peculiare delle spiagge di Alassio ha favorito la formazione di numerosi stabilimenti balneari, tra i quali alcuni di alto livello. Questi stabilimenti negli ultimi anni, a causa del caro vita, hanno stabilito tariffe che possono raggiungere anche i 300 euro per l'accesso e l'uso delle loro strutture.

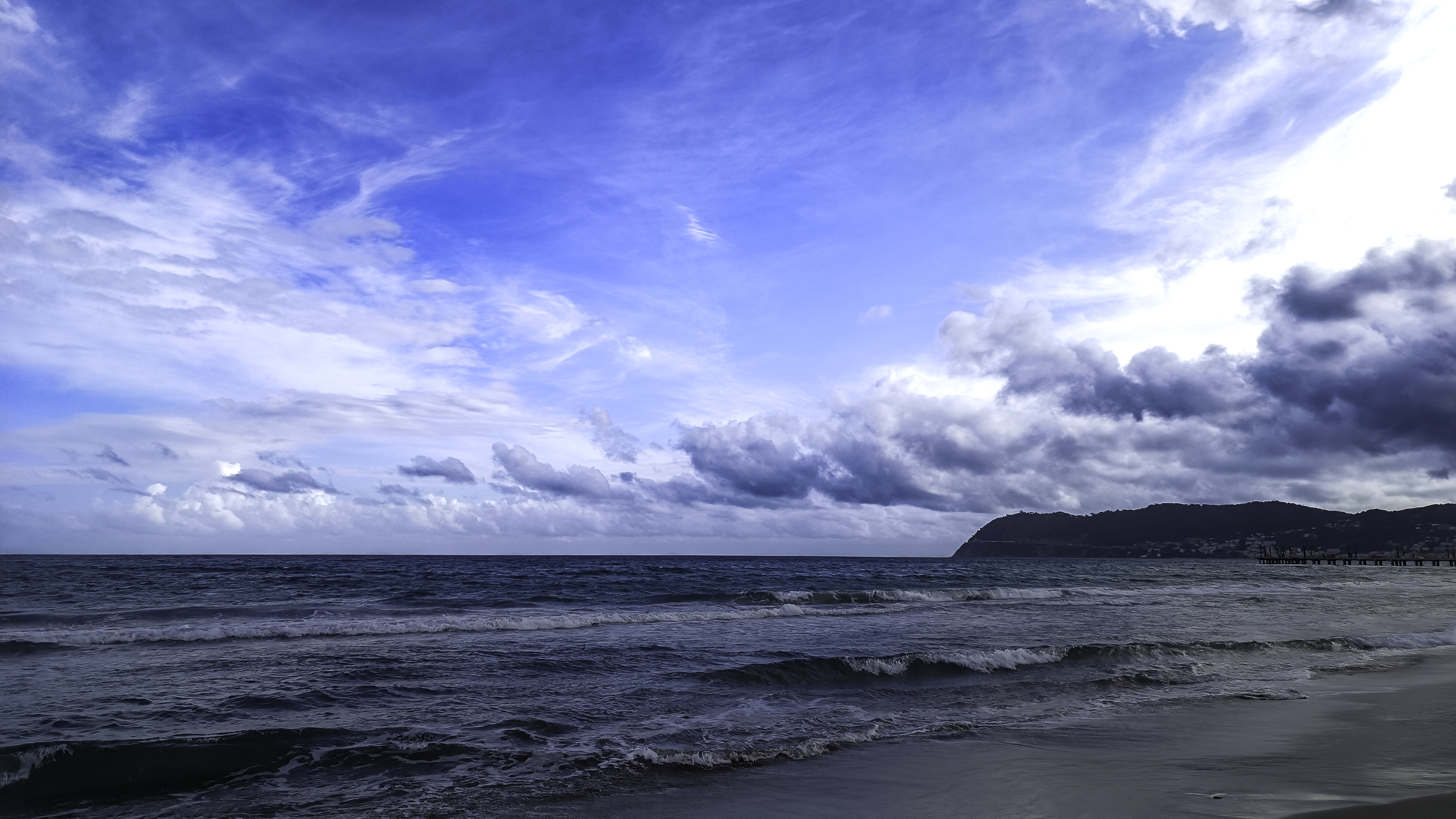
La spiaggia alassina verso Capo Mele

Al largo della costa di Alassio, in direzione di Capo Mele e nelle acque vicine all'isola della Gallinara, è possibile avvistare delfini e, talvolta, balene. Questo luogo è chiamato "Santuario dei Cetacei", che si estende anche per la Francia.
In questa zona è possibile avvistare altri mammiferi marini, tra questi, spicca la presenza della balenottera comune, il secondo animale più grande mai esistito sulla terra. Oltre alla balenottera comune, sono presenti altre specie come il capodoglio, lo zifio, il globicefalo, il grampo, il tursiope, la stenella striata e il delfino comune.

Anche esemplari di tartarughe sono state trovate a nuotare nella baia di Alassio.

Delfino al largo di Alassio

### Clima
Il clima di Alassio presenta una certa differenziazione tra la costa e le colline circostanti. Sulle vette del Colle di Vegliasco e del Tirasso, occasionalmente durante l'inverno, si possono verificare nevicate. Tuttavia, a valle, nel centro di Alassio e di Laigueglia, la neve è un evento raro, limitandosi a sporadici nevischi temporaleschi.
In generale, il clima di Alassio è mite e caldo, anche in inverno. Le temperature raramente scendono sotto lo zero e, anche nelle giornate più fredde, il sole è spesso presente. La sua presenza stabilizza le temperature, conferendo all'inverno un carattere quasi primaverile.
Un fattore determinante per la mitezza del clima alassino, sia in estate che in inverno, è la presenza di una "cintura" di colline che circonda la città. Queste colline proteggono Alassio dai venti freddi provenienti da nord, contribuendo a creare un microclima particolarmente favorevole.
Grazie al suo clima mite, già nell'Ottocento Alassio si è affermata come una rinomata stazione curativa e termale, attrattiva per un gran numero di visitatori. La salubrità dell'aria ha contribuito ulteriormente alla sua popolarità come meta di benessere e cura.

Ad Alassio, la tipologia di vento più comune è quella dello scirocco, proveniente da sud-est.
| ALASSIO                            | Mesi  | Mesi  | Mesi  | Mesi  | Mesi  | Mesi  | Mesi  | Mesi  | Mesi  | Mesi  | Mesi  | Mesi  | Stagioni | Stagioni | Stagioni | Stagioni | Anno |
| ALASSIO                            | Gen   | Feb   | Mar   | Apr   | Mag   | Giu   | Lug   | Ago   | Set   | Ott   | Nov   | Dic   | Inv      | Pri      | Est      | Aut      | Anno |
| ---------------------------------- | ----- | ----- | ----- | ----- | ----- | ----- | ----- | ----- | ----- | ----- | ----- | ----- | -------- | -------- | -------- | -------- | ---- |
| T. max. media (°C)                 | 11,7  | 12,2  | 14,2  | 16,9  | 19,9  | 23,6  | 26,9  | 26,8  | 24,2  | 20,2  | 15,4  | 12,7  | 12,2     | 17,0     | 25,8     | 19,9     | 18,7 |
| T. min. media (°C)                 | 7,7   | 8,1   | 10,0  | 12,7  | 15,8  | 19,6  | 22,9  | 22,8  | 20,4  | 16,3  | 11,7  | 8,7   | 8,2      | 12,8     | 21,8     | 16,1     | 14,7 |
| Precipitazioni (mm)                | 73    | 74    | 76    | 53    | 48    | 35    | 13    | 35    | 47    | 82    | 72    | 63    | 210      | 177      | 83       | 201      | 671  |
| Giorni di pioggia                  | 5     | 5     | 7     | 5     | 5     | 4     | 2     | 3     | 4     | 6     | 7     | 5     | 15       | 17       | 9        | 17       | 58   |
| Eliofania assoluta (ore al giorno) | 4,0   | 4,6   | 5,1   | 6,2   | 6,9   | 8,1   | 9,5   | 8,4   | 6,5   | 5,7   | 4,0   | 4,1   | 4,2      | 6,1      | 8,7      | 5,4      | 6,1  |
| Vento (direzione-m/s)              | N 4,1 | N 4,2 | N 3,9 | N 3,7 | S 3,4 | S 3,3 | S 3,2 | S 3,3 | S 3,3 | N 3,7 | N 4,1 | N 4,2 | 4,2      | 3,7      | 3,3      | 3,7      | 3,7  |

## Origini del nome
Alassio, nota per la prima volta nel 1123 come Alaxe, riflette la pronuncia locale Ar̂aše (o Ar̂asce) e illustra un caratteristico tratto dei dialetti liguri: la rotacizzazione della "l". Il nome ha subito variazioni lessicali nel corso dei secoli, evidenziando alterazioni come Adalaxia e Alaxia, che sembrano derivare dal nome "Adelasia". D'altro canto, varianti come Arasi o Aracci suggeriscono una commistione fonetica tra la "erre" ligure e la "elle". Questo fenomeno ha indotto cartografi e redattori di documenti a confondere i suoni, interpretando il toponimo ligure come "arasce" o "arasci" e modificando le consonanti "erre" ed "elle" a vicenda.
Una delle ipotesi sull'origine del toponimo "Alassio" si ricollega a una figura leggendaria chiamata Adelasia (o Alassia), la cui storia è strettamente associata alla località.
La denominazione potrebbe originare dal nome femminile Adalaxia o Alaxia, derivazioni del nome longobardo Adalahais, antecedente del nome Adelaide. Tali varianti comparivano già come cognomi o toponimi nei documenti degli XI e XII secolo, ad esempio Gandulfus de Adalaxia.
Un'altra ipotesi si basa sulla caratteristica sabbia arenosa presente nel territorio di Alassio, originariamente denominata "salacia". Attraverso il fenomeno linguistico dell'aferesi, il termine "salacia" subì diverse trasformazioni nel corso del tempo, assumendo varie forme prima di giungere alla sua attuale denominazione, Alassio.
Alternativamente, alcuni collegano il nome Alassio a "Tirasso", dal monte alle spalle della cittadina, il cui nome potrebbe essere stato latinizzato e poi evoluto fino alla forma attuale. Un possibile legame è con la marchesa Adelaide di Susa, la quale nel 1036 possedeva una corte regia ad Albenga. La versione maschile del nome è attestata a partire dal XIII secolo.
Precedentemente all'unificazione d'Italia, dove venne adottata la denominazione corrente, Alassio veniva chiamata su documenti e mappe in vari modi, tra i quali: Alascio; Alaxia; Alaxe; Adalaxia; Alaxii; Alassium; Alaxium; Alaxum; Arasi; Arassi; Arassa; Arassio; Aracci; Araxum; Alacium; Alaso; e Alaxio.

## Storia

### Età romana
In età romana non esisteva un aggregato umano nella zona di Alassio. Tuttavia è certo che il Pagus civitatis del municipium di Albenga deteneva le zone dell'attuale comune di Alassio.
I primi abitanti del territorio di Alassio erano i liguri, appartenenti alla tribù degli ingauni. Essi erano probabilmente profughi da Albenga, dopo che le vittoriose legioni Romane invasero il territorio albenganese; questi profughi provenienti da Albenga si stabilirono su una collina chiamata Castè o Castlè.

### Leggenda di Aleramo e di Adelasia

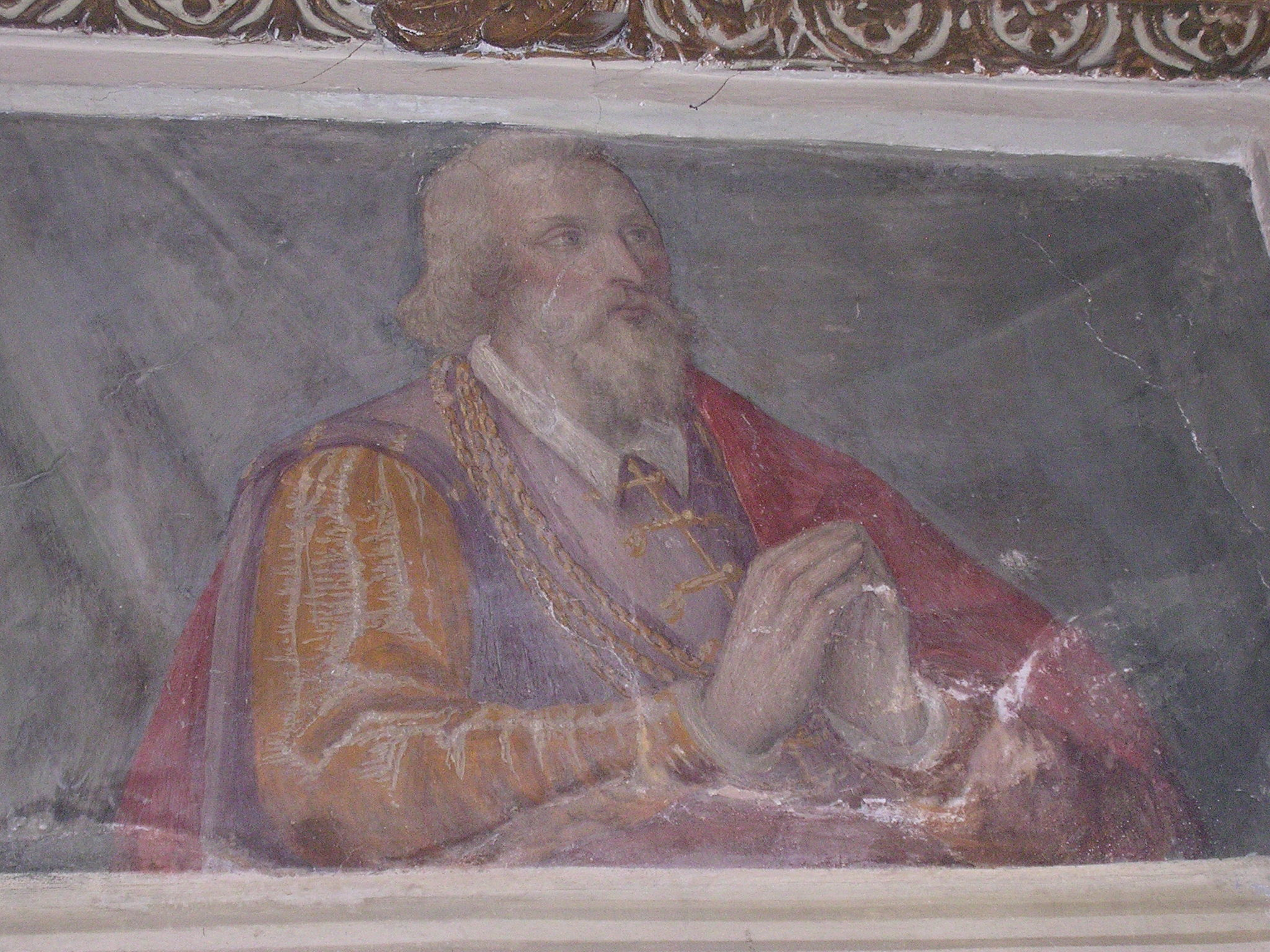
Affresco di Aleramo, Grazzano Badoglio

Nel contesto storico di Alassio, la tradizione locale associa la sua fondazione alla presunta storia di Adelasia e Aleramo. Si narra che Adelasia (alcune fonti la chiamano anche Alassia o Alasia) fosse la figlia dell'imperatore di Sassonia, Ottone I, mentre Aleramo (chiamato anche Alerame), figlio del re Vitichindo, fu un valoroso scudiere (o coppiere di corte) al servizio dell’imperatore.
In virtù di un amore che sbocciò tra Adelasia e Aleramo, la coppia si trovò ad affrontare le intricanti sfide derivate dalla netta disparità sociale e dalla severa disapprovazione dell’imperatore di Sassonia. Alimentati dall'amore, i due amanti intrapresero una fuga audace dalla Germania, oltrepassando le regioni del Sacro Romano Impero. Il loro viaggio li condusse fino alle terre liguri, presso le falde del Monte Tirasso (o Tirazzo), dove già sorgeva una stazione militare lungo la via romana, la Julia Augusta. Questo luogo è oggi identificato come la sede della "Madonna della Guardia".
Alcune fonti fanno intendere che i due hanno costruito la loro nuova vita in Liguria stazionandosi sul Tirasso da soli, mentre altre raccontano che i due avevano raggiunto un villaggio di carbonai, (probabilmente Lamiun).

Adelasia nello stemma alassino

Guidato dalla forza dell'amore, Aleramo si rivelò presto un esperto carbonaio, vendendo il carbone prodotto al mercato della vicina città di Albenga. Con i proventi, acquistava materiale necessario per la confezione di borse e piccoli manufatti, un'abilità in cui Adelasia eccelleva con maestria.
Nel corso del tempo, accumulando risorse, la coppia fu in grado di erigere una dimora nei boschi, dove, a breve, anche molteplici bambini iniziarono a nascere.

#### Il perdono di Ottone
In seguito alle abili gesta militari di Aleramo, particolarmente evidenti durante i conflitti contro i magiari, e all'intercessione diplomatica del vescovo di Albenga, si realizzò una riconciliazione tra Ottone (il quale era sceso in Italia per combattere i saraceni) e la coppia formata da figlia dell’imperatore e dallo scudiero.
In seguito alla riconciliazione tra Ottone e Aleramo, ad egli fu conferito un feudo noto come "La Marca Aleramica". Contestualmente, Adelasia ricevette l'edificazione di un insediamento, battezzandolo con il nome di Alaxia, successivamente sviluppatosi come Alassio.

#### La poesia di Giosuè Carducci
La leggenda di Adelasia e Aleramo attirò l'attenzione anche del poeta Giosuè Carducci, il quale gli dedicò una poesia:
rivolgesse lo sguardo al giovane lombardo
con occhi cerulei e lasciasse andare
i suoi capelli dorati e fluente,
chiedendo amore ricco e vita modesta
presso la grotta di Ardena, lasciando
lontane le foreste della Germania e suo padre
l'imperatore,
Da quella breccia, dove, sfidando, si erge
la sottile torre del Castellino, gridando
le orde arabe si riversano fin dove
Genova splende.»
(Giosuè Carducci, Bicocca di San Giacomo, 3 settembre 1891.)

#### Veridicità della Leggenda
Nonostante l'ampio apprezzamento da parte della maggioranza degli abitanti di Alassio e degli appassionati della Riviera di Ponente nei confronti di questa romantica leggenda, va notato che essa è stata oggetto di contestazioni da parte di storici e studiosi.
Tuttavia, da questa leggenda risale un fatto comprovato: Nel IX secolo la stirpe degli Aleramici detenevano una signoria in Liguria e in Piemonte.

### Dal 900 al 1400
Gli insediamenti umani dopo l'epoca romana risalgono al IX secolo, tuttavia, le prime fonti ufficiali che menzionano Alassio risalgono al XII secolo. In questi documenti, viene menzionato un certo Gandulfo "de Adalaxia", coinvolto nella vendita di beni appartenenti alla chiesa albenganese di Santa Maria in Fontibus, e nella concessione di una vigna al monastero dei monaci Benedettini situati sull'isola Gallinara (o Gallinaria).
Intorno a questa stessa epoca, alcune famiglie provenienti dai centri abitati circostanti Alassio si trasferirono gradualmente lungo la costa e fondarono il Burgum Alaxi. Successivamente, fu eretta una nuova chiesa dedicata a Sant'Ambrogio, vescovo di Milano.
Numerose fonti indicano che il territorio di Alassio era soggetto al controllo dei monaci benedettini dell'isola Gallinara. Nel XIV secolo, Alassio occupava una posizione di rilievo politico e giurisdizionale all'interno del territorio di Albenga, beneficiando della protezione e del patronato degli abati della Gallinara. Tuttavia, nel 1303, questa situazione subì un significativo cambiamento quando l'abate benedettino Giovanni di Diano cedette tutte le sue proprietà nel territorio di Alassio al vicino comune di Albenga.

### Dal 1500 al 1600
Nel corso del Cinquecento, un'epoca significativa nella storia di Alassio, la pirateria si manifestò in modo rilevante, comportando notevoli sfide per il commercio della regione. Nonostante le difficoltà, gli abitanti di Alassio, dotati di lettere di corsa, esercitarono attivamente la navigazione attraverso i mari, senza esitazioni eccessive.
Tra il 1521 e il 1557, Alassio fu testimone di un'intensa attività edilizia finalizzata a rafforzare le sue difese contro le costanti minacce provenienti sia dalla rivalità con gli Albenganesi sia dagli attacchi dei pirati turchi e barbareschi. La comunità di Alassio intraprese la costruzione di una cinta muraria robusta, che alla fine circondò l'intera città estendendosi per oltre 1,6 chilometri. Questo imponente sistema difensivo includeva bastioni solidi e torrioni, posizionati strategicamente per proteggere le aree più vulnerabili, tra cui i Borgo Barusso a ovest e Borgo Coscia a est, quest'ultimo difeso da due torri ma lasciato fuori dalle mura principali.
Un elemento distintivo della fortificazione era il fossato, denominato "fossao de li roxotti" - ora noto come rio Cardellino - che delimitava il confine orientale della città, con il Bastione di Barluffo che si adattò nel tempo ad ospitare attività commerciali al suo pian terreno. Altri elementi difensivi lungo la costa includevano propugnacoli e bastioni, come il Bastione di Piazza, che fu demolito per creare spazio per la passeggiata a mare. La porta di San Vincenzo, parte del Bastione di Barluffo, era cruciale per il controllo degli accessi alla città.
La leggenda narra che diciotto schiavi barbareschi, catturati da Giuliano Berno, un capitano di Alassio, contribuirono alla costruzione di queste fortificazioni durante una battaglia in mare. Nonostante la finalizzazione dei lavori principali nel 1540, le mura rimasero incompiute fino al 1557, periodo in cui Genova intensificò gli sforzi per garantire la sicurezza delle sue località costiere, portando al completamento di bastioni aggiuntivi e alla ristrutturazione delle strutture esistenti.
Nel 1528, marinai e capitani alassini armarono 18 galeoni provenienti dalle acque di Sarzano, collaborando sotto il comando dell'ammiraglio Andrea Doria per respingere i francesi che minacciavano la Repubblica di Genova. Questo atto, tuttavia, non passò inosservato, e i francesi, desiderosi di vendicarsi per il supporto alassino ricevuto dai genovesi, armati di numerose galee e tartane, si presentarono minacciosamente nella rada di Alassio. Nonostante il fuoco incrociato, i marinai alassini, guidati da Odoardo Airaldo nel Borgo Coscia e da Pietro Fignone di Borgo Barusso, respinsero i francesi.
Tra il 23 e il 24 gennaio del 1540 la Repubblica di Genova assunse il controllo di Alassio, istituendo la Podestaria di Alassio e nominando un podestà quale suo rappresentante locale, e ottenne il titolo di Città. Il podestà godeva di ampia autonomia in materia civile, con l'unica eccezione delle cause che coinvolgevano cittadini di Albenga. In materia penale, istruiva i processi per i delitti più gravi, ma la sentenza definitiva spettava al podestà di Albenga. Questa fu la prima volta che Alassio fu un comune "autonomo", e non era sotto il completo controllo di Albenga.
Nel 1625, durante il periodo di ostilità tra lo Stato genovese e il Ducato di Savoia (quest'ultimo aiutato dal Regno di Francia) Alassio fu temporaneamente occupata dalle truppe piemontesi che verranno poi sconfitte dai soldati genovesi.

### Dal 1700 al 1800

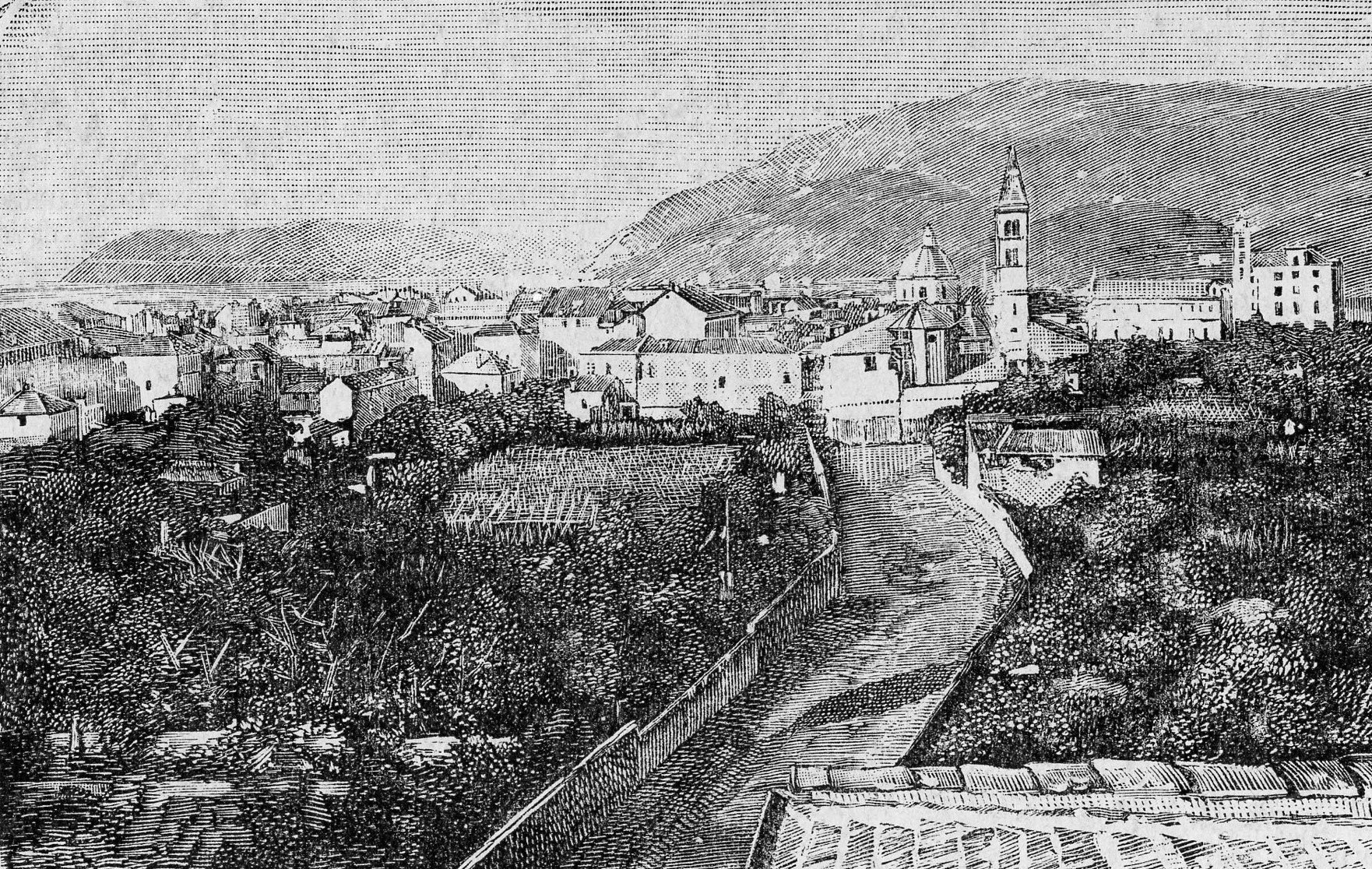
Xilografia di Alassio del 1889

Durante il periodo napoleonico, Alassio vide significativi cambiamenti e trasformazioni. Inizialmente, il generale francese Cervoni ordinò di far esplodere le munizioni presenti nei bastioni della città per evitare che cadessero nelle mani delle truppe austriache. Tuttavia, grazie all'intervento del podestà Pasquale Fontana, queste munizioni vennero gettate in mare anziché fatte esplodere, salvando così il centro abitato.
Successivamente, con l'arrivo delle armate napoleoniche, Alassio vide un periodo di rinnovamento e modernizzazione. Il vecchio cimitero venne spostato al di fuori delle mura, furono scavati nuovi pozzi per l'approvvigionamento idrico e le fasce sulle colline vennero rifatte o ristrutturate. Inoltre, durante il soggiorno di Napoleone all'Hotel de Rome, furono realizzate opere importanti come il Catasto, che rappresentò la prima rivoluzione cartografica applicata al territorio di Alassio.
Con la dominazione napoleonica, Alassio divenne parte del Dipartimento del Letimbro e successivamente del Primo Impero francese. Nel 1815, dopo il Congresso di Vienna, fu inglobato nella provincia di Albenga del Regno di Sardegna e successivamente nel Regno d'Italia dal 1861. Durante il XIX secolo, l'arrivo della ferrovia Genova-Ventimiglia segnò l'inizio del percorso di Alassio verso il suo status di rinomata meta turistica internazionale, particolarmente apprezzata dai visitatori inglesi, tra cui spicca la figura di Sir Thomas Hanbury.

Diverse altre famiglie inglesi di spicco scelsero Alassio come loro dimora, incluse le famiglie Gibb, McMurdo e gli Hanbury, questi ultimi già citati in precedenza.

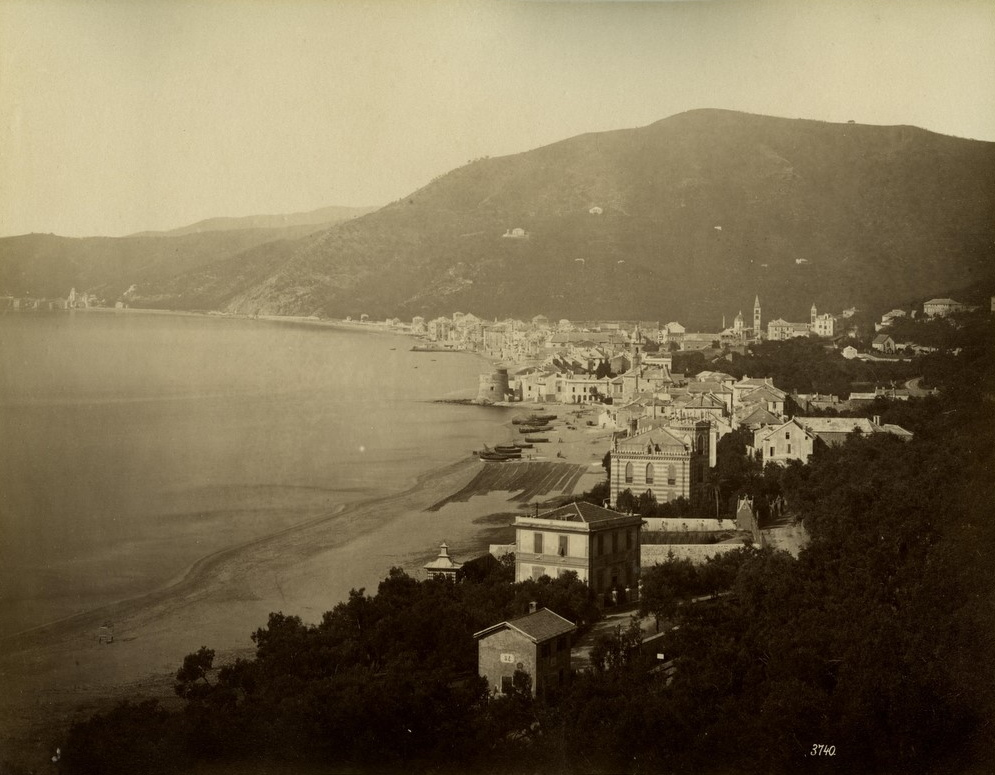
Panorama del litorale alassino in una fotografia di Alfred Noack

Gli inglesi hanno giocato un ruolo significativo nella promozione della cultura alassina, tanto che la città è spesso considerata una sorta di "colonia inglese", con numerose strutture e luoghi legati alla cultura inglese, come la biblioteca inglese, il tennis club "Hanbury" e la chiesa anglicana.

### Dal 1900 al nuovo millennio

#### Il partito socialista alassino
Durante il periodo compreso tra il 1892 e il 1922, Alassio ospitò una sezione locale del Partito Socialista Italiano, con la leadership di Antonio Stalla e Angelo Ciccione, il quale successivamente avrebbe ricoperto la carica di Sindaco di Alassio. Oltre alla sezione principale situata ad Alassio, si formarono anche sezioni socialiste nelle frazioni circostanti di Solva e Moglio, quest'ultima riconosciuta come un importante bastione del socialismo nella regione.
L'importanza della presenza del pensiero socialista nella frazione di Moglio portò alla fondazione, il 21 dicembre 1901, dell'Unione Progresso Mogliese, un'organizzazione che continua a esistere ancora oggi. Anche nella frazione di Solva, un gruppo di lavoratori si unì formando un nucleo composto da Francesco Airaldi, Pin Schivo, Petrin Nattero, Gandolfo, Manzini e altri.
Dopo tali avvenimenti, emerse ad Alassio una lista civica nota semplicemente come "Progressista", concepita da Angelo Ciccione. Questa lista presentava una serie di proposte, tra cui la stipula di un accordo con la Capitaneria di Porto per la realizzazione della passeggiata lungomare da Via Giancardi a Portosalvo, la demolizione di edifici lungo Via Torino, la creazione di una strada che collegasse la stazione ferroviaria a Piazza Freghetti e la rimozione del bastione situato sul molo. La lista ottenne la vittoria nelle elezioni del 29 giugno 1902, con Andrea Quartino che fu eletto sindaco. Angelo Ciccione, insieme ai compagni Romolo Pelle e Quartara Agostino di Moglio, risultò eletto come membro del consiglio comunale.
La presenza del socialismo e del comunismo nella città di Alassio e nelle sue frazioni giunse a una conclusione ufficiale il 18 settembre 1922, con le dimissioni del sindaco Angelo Ciccione. Questa decisione fu motivata dalla crescente influenza del fascismo nella regione, e nell'intera nazione.

#### Il primo conflitto mondiale
Nel corso della Prima Guerra Mondiale, la società di mutuo soccorso di Alassio affrontò significative difficoltà economiche a causa del conflitto e del conseguente rincaro dei beni di prima necessità. Tuttavia, al termine del conflitto, tra la fine del 1918 e il 1919, l'ente riuscì a superare le avversità legate agli anni di guerra, recuperando gradualmente la sua stabilità finanziaria.
Nel 1912, Alassio vide l'apertura del suo Casinò municipale, un'aggiunta significativa alla vita sociale e culturale della città. Tuttavia, questa struttura fu demolita nel 1936 per dare spazio alla creazione di piazza Littorio, oggi conosciuta come Piazza Partigiani. In seguito alla chiusura del Casinò municipale, la licenza per il gioco d'azzardo fu trasferita al Casinò di Sanremo.

#### Il secondo conflitto mondiale
Durante l'ascesa del Fascismo, Carlo Noceti fu eletto sindaco della città e mantenne l'incarico dal 1923 al 1926. Egli fu anche un membro attivo della società operativa di mutuo soccorso per diverso tempo. In quel periodo, si procedette con l'estensione della nuova Via Dante fino a Piazza Paccini, sotto la guida del podestà Santino Durante, eletto nel 1927. Parallelamente, si realizzò una nuova chiesa anglicana in posizione elevata rispetto alla linea ferroviaria, in quanto la chiesa precedente era stata incorporata nei terreni di proprietà delle Ferrovie dello Stato e rimane tuttora esistente.
Nel 1929, con l'arrivo del commissario prefettizio Novaro, Alassio concesse la cittadinanza onoraria al Duce. Lo stesso anno vide anche l'erezione di una cappelletta dedicata ai caduti del mare. Due anni dopo, nel 1931, fu inaugurato un monumento ai caduti della città, e nel 1934, sotto la guida del nuovo podestà Andrea Quartino, fu aperto il cimitero di Valbona o Barbona. Nel 1935, iniziò la ricostruzione del Molo, che venne successivamente distrutto dai nazisti in ritirata e ricostruito nel 1952.
Nel 1936, la popolazione di Alassio superò per la prima volta gli 8 000 abitanti. Due anni più tardi, nel 1938, iniziò la costruzione di un cavalcavia per eliminare il passaggio a livello situato a levante della città, una modifica implementata definitivamente solo dopo la guerra.
Dal punto di vista turistico, nel 1929 Alassio registrò quasi 20,000 visitatori durante l'estate, raggiungendo un totale annuo di 500,000 persone. Nel 1938, il numero di turisti aumentò a 657,586, di cui 286,000 stranieri. Tuttavia, a causa della guerra, il numero di visitatori diminuì drasticamente a 442,000 persone.

Nel 1940, a seguito della demolizione dell'antica Chiesa di San Vincenzo, situata nell'attuale Piazza Partigiani, fu edificata una nuova parrocchia a ponente della città, mantenendo il medesimo nome.

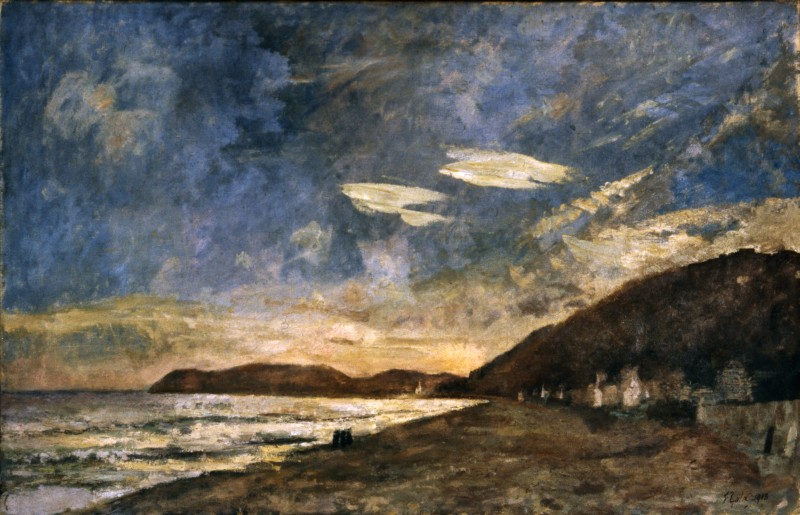
Dipinto raffigurante il litorale alassino, risalente al 1918

Nel periodo dell'occupazione tedesca e della Repubblica Sociale Italiana, furono arrestati ad Alassio almeno 7 tra i numerosi ebrei che avevano cercato rifugio dalle deportazioni nella provincia di Savona.
Dopo la fine della Seconda Guerra Mondiale, nel 1945, l'arco di Santa Croce, menzionato nel libro "Portal to Paradise" di Cecil Roberts, fu modificato per permettere il passaggio delle automobili lungo la storica strada romana. Questa necessità emerse in seguito alle azioni dei nazisti che, in fuga al termine del conflitto, distrussero la strettoria di Santa Croce situata sull'Aurelia sottostante.
Al referendum istituzionale del 2 giugno 1946, la città di Alassio espresse il proprio voto a favore della Repubblica italiana con una percentuale del 61,4%.
Come molte altre località liguri, come Sanremo o Portofino, durante il boom economico Alassio conobbe un ulteriore aumento della sua popolarità come meta turistica balneare. In concomitanza con questo periodo di grande prestigio turistico, il pittore Mario Berrino e il poeta Ernest Hemingway concepirono il Muretto di Alassio, diventato in seguito un simbolo della città e del contesto romantico ad essa associato.
Dopo l'afflusso degli inglesi, Alassio divenne una meta ambita anche per i turisti provenienti dal nord della Liguria, tra cui i residenti di Torino, Milano, Brescia e Bergamo.
Tra il 1973 e il 2008 il Comune di Alassio ha fatto parte della comunità montana ingauna.

### Simboli

Stemma di Alassio

Gonfalone della città

#### Stemma
(DPR del 15 luglio 1983)

La figura femminile che compare nello stemma raffigurata in cima alla Torre di Vegliasco sarebbe Adelasia o Alasia, figlia dell'imperatore Ottone I di Sassonia, che, come afferma la leggenda locale, fondò assieme ad Aleramo del Monferrato l'odierna città di Alassio. Il più antico stemma cittadino, pitturato a guazzo, è stato scoperto dagli storici nella locale chiesa e santuario della Madonna delle Grazie.
Le varie illustrazioni grafiche dello stemma a volte possono avere delle particolarità, alcuni stemmi sono mostrati intorno ad un cartoccio, alcuni stemmi mostrano la figura di Adelasia con i capelli biondi, mentre altri la raffigurano mora, e in altri stemmi Adelasia è in maestà, mentre in altri è con la testa di profilo.
Secondo le leggi araldiche, lo stemma di Alassio non rispetta la regola di contrasto dei colori, dato che la torre di rosso è situata sopra un campo d'azzurro. Tuttavia, nell'araldica italiana, l'accorpamento di blu e rosso è tollerato, dato che i due colori hanno un buon contrasto tra di loro.

Stemma durante il fascismo

Durante il fascismo, così come tutti i comuni italiani, il comune di Alassio mise il Capo del Littorio sul proprio stemma.

#### Bandiera
Lo stemma e il gonfalone sono stati concessi con decreto del presidente della Repubblica del 15 luglio 1983.
Tuttavia per Alassio è raro trovare una bandiera che corrisponda alla blasonatura ufficiale, e l'unica bandiera che si trova esposta sul municipio, nelle piazze e nelle rispettive uscite dalla città (ovvero una verso Laigueglia, e l'altra verso Albenga), è un drappo partito di azzurro e di rosso, caricato dello stemma comunale, accompagnato dall'iscrizione "Comune di Alassio", convessa verso l'alto, di colore argento.

Antico stemma di Alassio (intorno ai primi del 1900)

#### Stemmi antichi
Anticamente, lo stemma di Alassio era intorno ad un cartoccio con tre nastri d'argento, la torre di Vegliasco è d'oro e non di rosso, e la corona è una corona da nobile al posto di una corona da comune.
Un altro stemma di Alassio usato in antichità consiste nella seguente blasonatura:

#### Altri stemmi
In giro per Alassio è possibile trovare stemmi che differiscono da quello originale, all'interno del municipio è possibile trovare uno stemma con la torre posta in cuore, e non nascente dalla punta.

Invece altri stemmi mostrano la torre d'argento, invece che d'oro; mentre altri ancora aggiungono una campagna su cui la torre poggia.

## Monumenti e luoghi d'interesse

### Architetture religiose

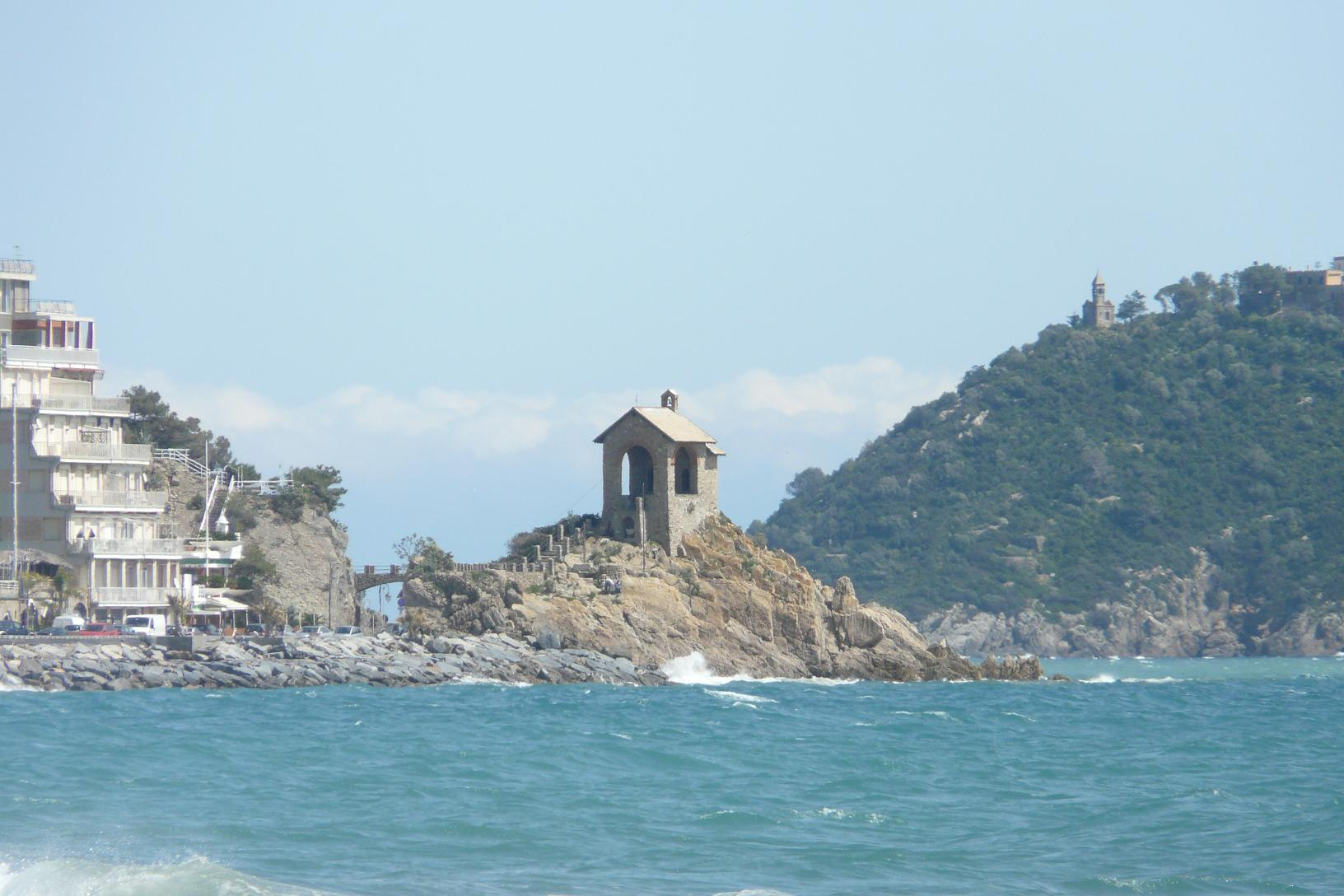
La cappelletta Stella Maris al Porto di Alassio

Le chiese e i luoghi di culto di Alassio rappresentano una ricca testimonianza della storia religiosa e artistica della regione. La cappella di San Rocco, originariamente dedicata alla Madonna della Consolazione, è stata rinominata nel XVI secolo in onore di san Rocco, e conserva al suo interno una pregevole pala d'altare del XVII secolo raffigurante la Madonna con il Bambino, sant'Andrea e san Rocco, oltre a altre raffigurazioni di santi sulle pareti laterali.
La cappelletta, eretta nel 1929, è un memoriale votivo dedicato ai caduti del mare, situato su uno sperone roccioso nei pressi del porticciolo turistico "Luca Ferrari". Il santuario di Nostra Signora della Guardia, sul monte Tirasso, risalente al XII secolo, offre una vista panoramica della cittadina di Alassio e ospita al suo interno un'imponente statua marmorea della Madonna della Guardia.
La chiesa di Sant'Ambrogio, parrocchia dal 1507, presenta una facciata rinascimentale e un campanile romanico-gotico del XIV secolo. Al suo interno sono conservate opere di artisti del '600 genovese come Bernardo Castello e Giovanni Andrea De Ferrari. La chiesa dei Cappuccini, dedicata a Santa Maria Immacolata, risalente al XVIII secolo, conserva un altare barocco in legno di noce scolpito e un pregevole pulpito del 1503.
La chiesa della Santissima Annunziata, eretta nel 1382 e riedificata nel 1480, presenta affreschi tardomedievali e opere del '600. La chiesa di San Sebastiano a Moglio, con un originario oratorio del 1200, si distingue per la sua facciata barocca e il suo altare marmoreo policromo del 1600.
La chiesa di San Vincenzo Ferreri, costruita nel 1938 in stile Neo Impero, ospita un altare originale del 1600 e tre quadri del '600. La chiesa di Sant'Anna ai Monti, eretta intorno al 940 dai benedettini della Gallinaria, presenta affreschi del XV secolo e una navata trapezoidale.
La chiesa di Santa Maria degli Angeli, fondata nel XV secolo da san Bernardo da Siena, presenta affreschi del Seicento e il soffitto a travature nella navata centrale.
La chiesa di Loreto, costruita nella seconda metà del XVI secolo, ospita un dipinto della Madonna di Loreto e affreschi delle scuole genovesi del '600.

La chiesa parrocchiale di Sant'Ambrogio ad Alassio

Altre chiese e luoghi di culto includono: la chiesa di Sant'Anna a Borgo Barusso, la chiesa della Carità, eretta nel 1307 e dotata di tre portali scolpiti, la Madonna delle Grazie del Castè, con un quadro del Seicento raffigurante la Nascita della Madonna, la chiesa di San Bartolomeo a Caso, costruita nel 1603 su un poggio roccioso, la Chiesa della Madonna della Neve, anch'essa a Caso. La chiesa di Santa Croce, eretta nel XI secolo dai monaci benedettini dell'isola Gallinara, presenta un portico del Cinquecento e affreschi tardomedievali. La chiesa di San Giovanni Battista, consacrata alla fine degli anni '80, rappresenta un esempio di architettura moderna. Infine, il nonastero di Santa Chiara, costruito nel 1884, è stato eretto in località Belvedere. Nella borgata di Cascia l'oratorio della Madonna del Popolo e di Sant'Erasmo edificata nel 1614.
Il “Recantu de Pescau”, il ritiro dei pescatori e’ una piazzetta minuscola, con fontana, collocata sulla passeggiata Dino Grollero e fronte mare era luogo di riparo dei pescatori che li sostavano.
A perenne memoria il Comune di Alassio posò una targa in ricordo ed a protezione del luogo.

### Architetture civili
Nel centro storico di Alassio sono presenti diversi edifici di interesse storico e architettonico. Tra questi, si possono menzionare il Palazzo Ferrero de Gubernatis Ventimiglia e il Palazzo Brea.
Il Palazzo Scofferi, risalente al XVIII secolo, è conosciuto per ospitare un crocifisso attribuito allo scultore fiammingo Giambologna.
Anche il Palazzo Bonfante, costruito nel XVII secolo, contribuisce al patrimonio architettonico della zona.
Villa della Pergola, situata sulla prima collina di Alassio, è una villa storica la cui edificazione inizia nel 1875, quando i primi inglesi stabilitisi in città decisero di acquistare un terreno e costruire qui la loro dimora. La prima costruzione fu il Villino della Pergola, che fa parte del complesso; successivamente venne edificata la villa principale. Entrambe le architetture rispecchiano lo stile anglo-indiano caro agli inglesi di quel tempo.
Contemporaneamente venne iniziata la realizzazione del Giardino, i Giardini di Villa della Pergola, custodi oggi di alcune delle collezioni botaniche più importanti in Italia e in Europa come quella dei glicini o degli agapanti, tutte certificate dalla SOI (Societò Ortoflorofrutticoltura Italiana). Vincitore del premio "Il parco più bello d'Italia 2020-2022", oggi è Partner Garden della prestigiosa Royal Horticultural Society, uno dei pochissimi giardini fuori dal Regno Unito.
Le Ville e il Giardino sono state salvate da una speculazione edilizia che ha rischiato di cancellare questa parte di collina e con essa la importante storia che rappresentano per la città e per tutto il ponente Ligure. Entrambi sono stati oggetto di anni di restauro e meticoloso recupero. I lavori terminano nel 2012, quando i Giardini sono stati restituiti alla collettività per essere goduti da tutti gli appassionati e la Villa ha riaperto le porte, diventando un relais.
Il Palazzo del Comune, eretto nel 1904, funge da sede per l'amministrazione municipale della città.
Il Muretto di Alassio, che è un muro fatto di pietre dove sono incastonate delle piastrelle in ceramica.
Infine, il ciclo scultoreo di Fernando Bassani, caratterizzato da opere di grandi dimensioni distribuite nei luoghi pubblici cittadini.

### Architetture militari

#### Il torrione
Il Torrione Saraceno, noto anche come Torrione della Coscia, è una delle strutture più emblematiche di Alassio, situato sulla riviera ligure. Questo antico bastione difensivo fu edificato nel XVI secolo dalla Repubblica di Genova, inserendosi nella rete di torri costiere concepite per proteggere le comunità marittime dalle incursioni dei pirati, un pericolo frequente nel Mediterraneo di quel periodo.
La torre si trova a levante di Alassio, nel quartiere Borgo Coscia, e fin dalle sue origini ha avuto una funzione cruciale nella difesa della città, permettendo di avvistare e respingere gli attacchi provenienti dal mare. La sua struttura circolare in muratura è tipica delle costruzioni difensive liguri, progettate per massimizzare l'efficacia in termini di resistenza e visibilità.

Il Torrione Saraceno è divenuto una proprietà privata a partire dalla metà del '900 e, nonostante non sia accessibile al pubblico, continua a mantenere un notevole valore storico, estetico e turistico. Rimane uno dei simboli distintivi di Alassio, testimoniando la storia condivisa delle città costiere italiane che un tempo si dotarono di fortificazioni per proteggersi dalle minacce esterne. La torre cattura l'interesse sia dei residenti che dei visitatori, offrendo un affascinante panorama sulla costa ligure.

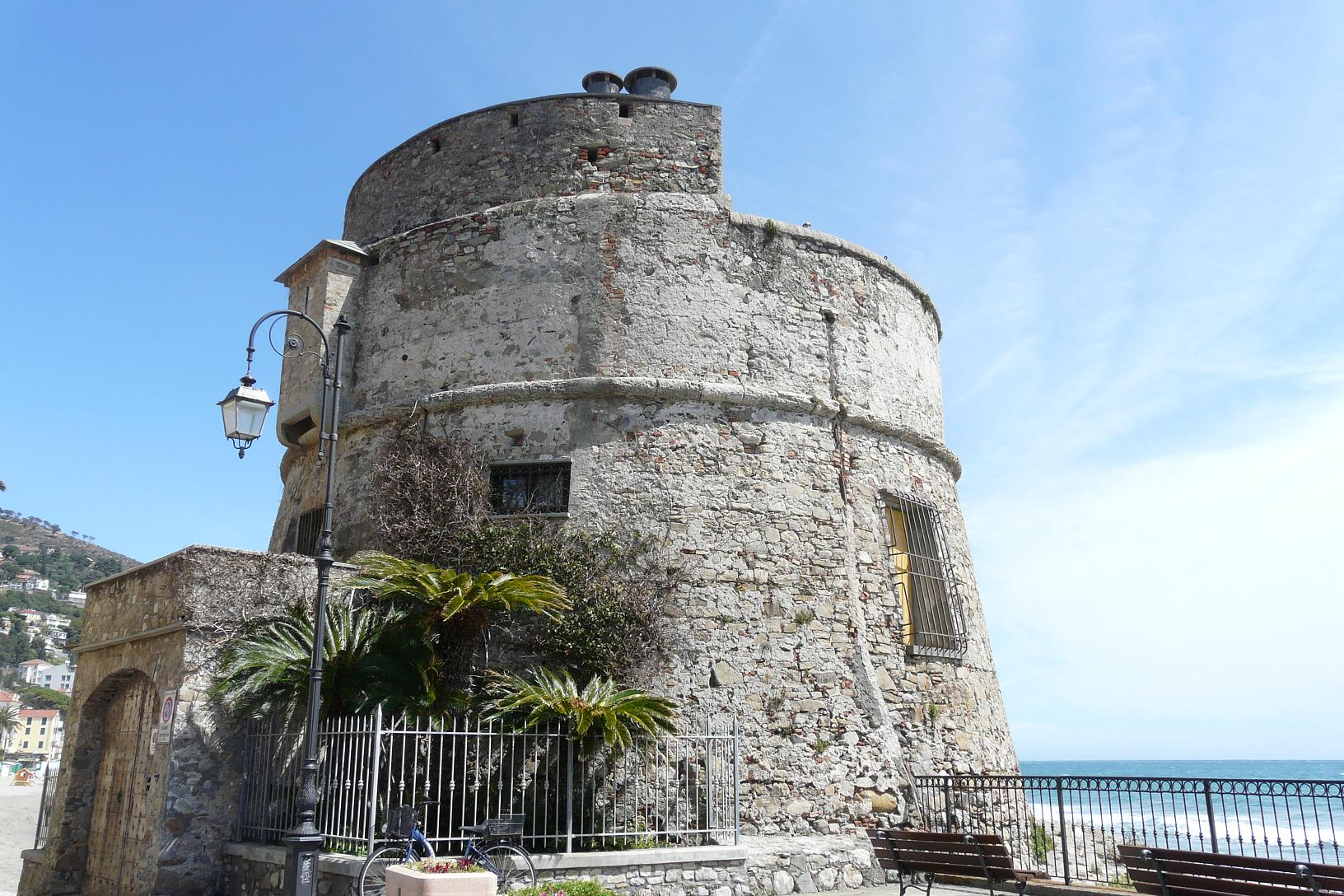
Il "Torrione Saraceno" o "della Coscia"

#### Torre di Vegliasco
La Torre di Vegliasco, situata sulla cima di un costone panoramico, domina il paesaggio offrendo una vista spettacolare su Alassio, Laigueglia e Capo Mele. Questa torre, storicamente rilevante, è probabilmente stata costruita nel XV secolo da costruttori genovesi, principalmente per funzioni di avvistamento e difesa contro le incursioni marittime. La sua posizione strategica sul costone permetteva un controllo visivo esteso sul mare, elemento fondamentale per la sicurezza delle comunità costiere in epoche caratterizzate da frequenti conflitti e scambi commerciali via mare.
Nonostante le evidenze architettoniche suggeriscano una costruzione nel XV secolo, la tradizione locale attribuisce alla torre origini ancora più remote, datandola addirittura al X secolo. Questa narrazione storica racconta che la torre fosse di proprietà del marchese Aleramo del Monferrato, una figura prominente nella storia del nord Italia. Secondo il racconto, la torre avrebbe avuto un ruolo non solo militare ma anche residenziale, ospitando Adelasia, amante di Aleramo e figlia dell'imperatore Ottone I di Sassonia.
È raffigurata nello stemma cittadino.

### Siti archeologici
Nel corso dei lavori di restauro della chiesa di Sant'Anna ai Monti, effettuati intorno agli anni sessanta del XX secolo, sono stati scoperti sull'antica strada romana collinare collegante Alassio e Albenga diversi reperti archeologici. Secondo un primo studio, effettuati dagli storici locali, tali ritrovamenti possono essere risalenti a un primo impianto urbano del IX secolo. Nei sentieri escursionisti collinari alle pendici del monte Pisciavino sono visibili delle Casone (o caselle), tipiche costruzioni in pietra che servivano da rifugio ai pastori.

### Il budello di Alassio

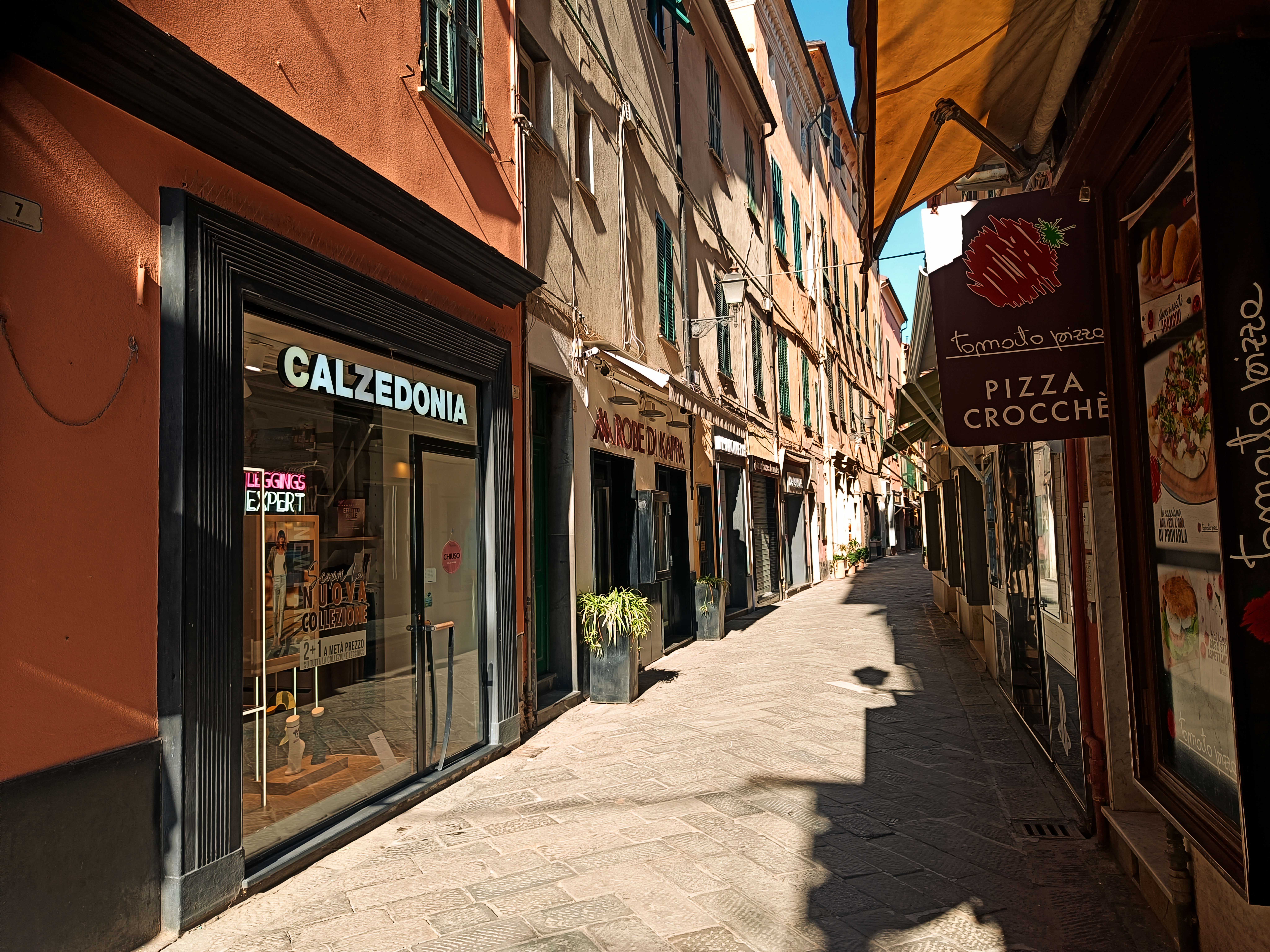
Scorcio del Budello di Alassio, verso Piazza Partigiani (o in direzione verso Albenga)

Il budello di Alassio (ufficialmente è chiamato "Piazza XX Settembre") è un carruggio di fronte al mare, definito il "cuore pulsante della città".
Esso è circondato da case cinque e seicentesche, percorrendo tutta la cittadina alassina.
Questa via ha due entrate principali, la prima è quella dal Borgo Coscia, ovvero verso Laigueglia. La seconda invece è quella da Piazza Partigiani, verso Albenga. Lungo la percorrenza del budello ci sono molte uscite sia verso la strada cittadina (come ad esempio corso Dante Alighieri) o gli esci che si dirigono direttamente verso il litorale.
Il budello contribuisce all'economia della città, data la presenza di negozi di vario tipo, dove sia i turisti che gli abitanti della cittadina possono fare compere. Data la presenza di negozi del genere, il budello si è aggiudicato la nomina di "centro commerciale all'aria aperta"

## Società

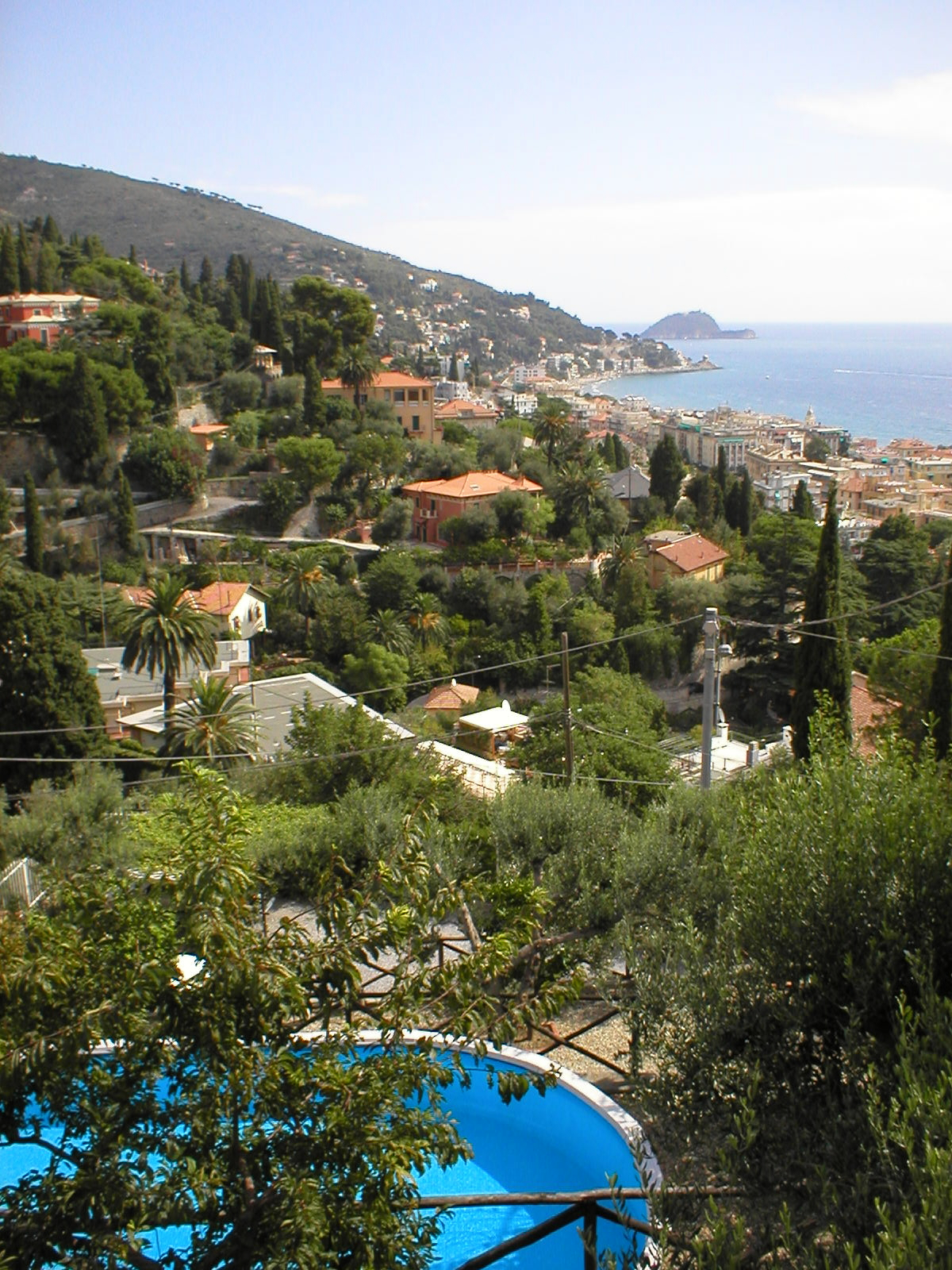
Panorama

### Evoluzione demografica
Abitanti censiti

### Abitanti prima del 1861

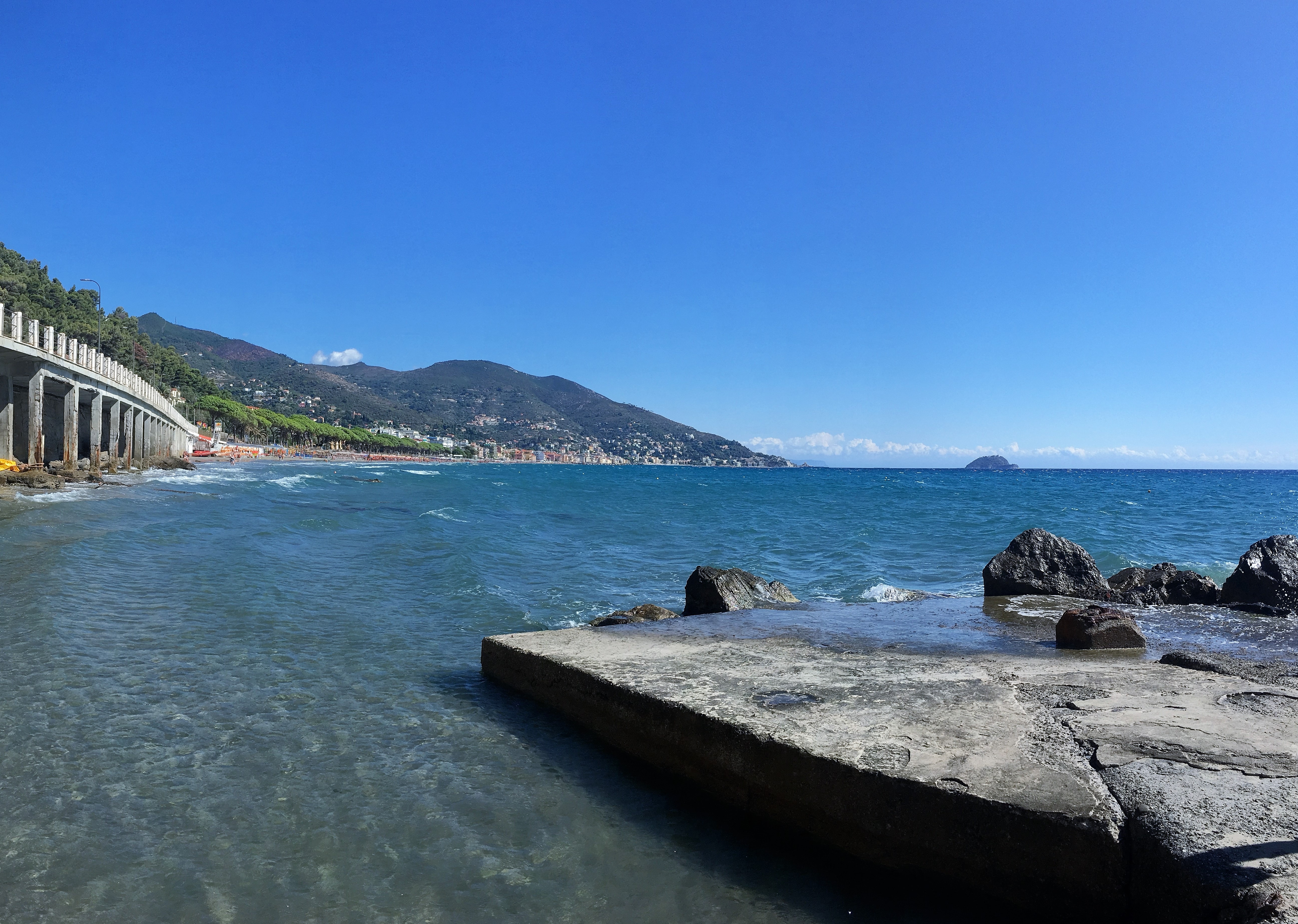
Panoramica di Alassio e delle colline con l'isola Gallinara sullo sfondo in estate.

Nel 1827, la popolazione di Alassio ammontava a circa 7 000 abitanti. Nel 1830, il numero si ridusse leggermente a 6848 individui, distribuiti in 833 abitazioni e appartenenti a 1602 famiglie. Di queste, 600 persone risiedevano nella frazione di Moglio, 300 nella frazione di Solva e 60 nella frazione di Caso.
Nel 1834, la popolazione totale scese ulteriormente a 6300 individui, di cui si stima che oltre 2000 fossero marinai.

### Etnie e minoranze straniere

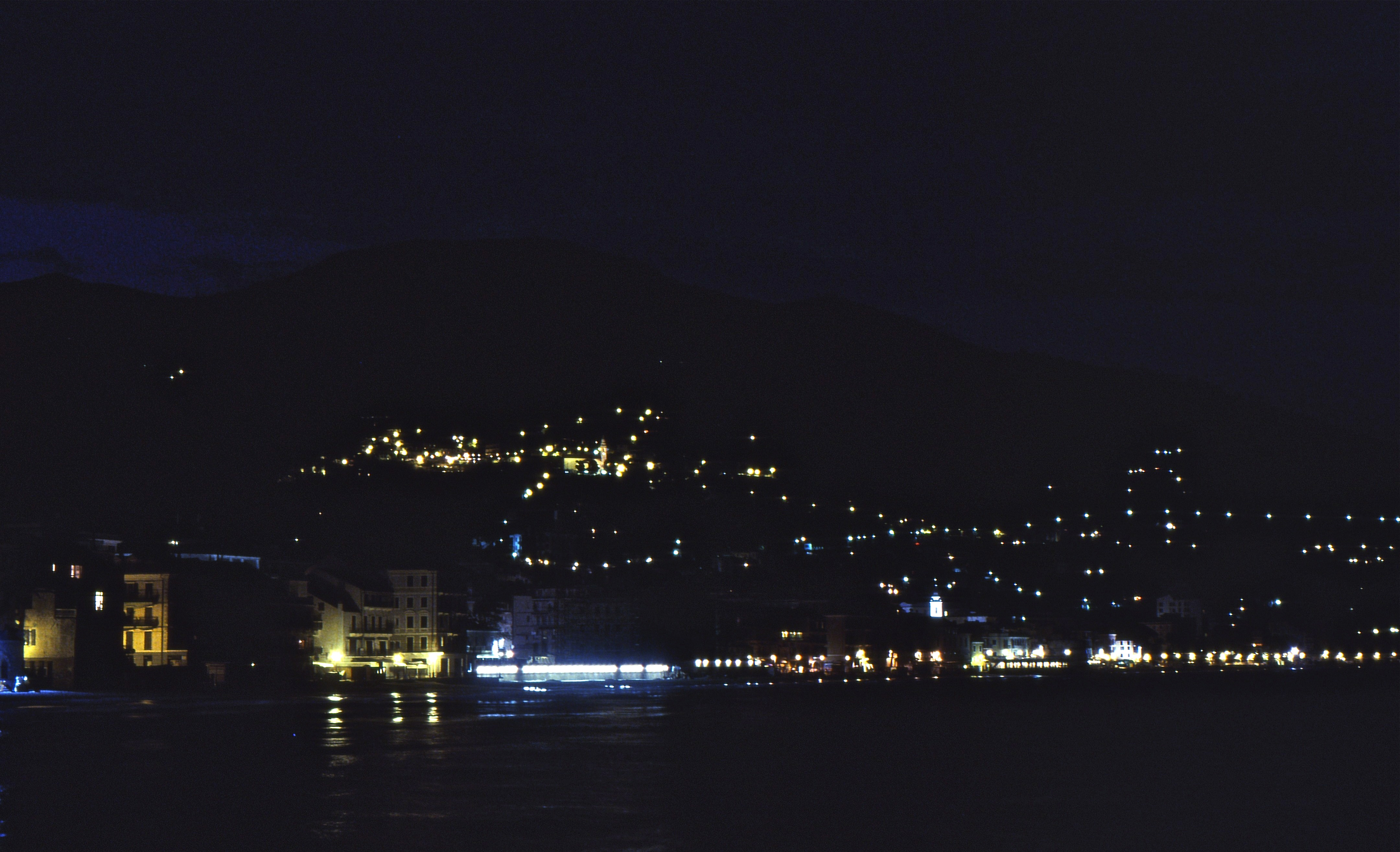
Il litorale alassino illuminato nelle ore notturne

Secondo i dati Istat al 31 dicembre 2019, i cittadini stranieri residenti ad Alassio sono 1 083, così suddivisi per nazionalità, elencando per le presenze più significative:
1. Romania, 276
2. Albania, 142
3. Marocco, 111
4. Egitto, 100
5. Bangladesh, 72
6. Ucraina, 43
7. Cina, 32
8. Germania, 28
9. Brasile, 27
10. Polonia, 22

## Cultura

### Dialetto alassino

Diffusione del dialetto alassino nel ponente ligure.

Il dialetto di Alassio (in alassino arascìn, chiamato anche ligure alassino) è il dialetto che viene parlato ad Alassio e nelle sue frazioni. Il dialetto alassino ha progressivamente ceduto il passo al genovese nel corso del tempo, tuttavia, è interessante notare che nelle frazioni, grazie alla presenza di una popolazione anziana, persiste ancora l'uso di un dialetto alassino abbastanza arcaico, e tra queste le cadenze e altri elementi del dialetto cambiano da frazione a frazione. Esso è classificato nel gruppo del ponente ligure albingauno, con qualche similitudine al dialetto laiguegliese.

#### Scrittura
L'alassino ha due grafie: la vecchia grafia e la grafia uniformata.

##### Vecchia grafia
Per trasporre la parlata caratteristica di Alassio in forma scritta, si rendono necessarie ulteriori aggiunte all'alfabeto italiano. Oltre alle lettere standard, servono due consonanti aggiuntive e una vocale specifica. Quest'ultima corrisponde al suono della "u" francese o lombarda, mentre il dittongo è composto da "u" ed "e", con una resa simile alla "eu" francese in parole come "feu".
Una delle nuove consonanti, la "j", presa in prestito dal francese, si colloca prima di qualsiasi vocale e prima di "oe", assumendo un suono simile alla "j" in "jeudi". Quanto alla seconda consonante, non esistente nell'italiano, essa produce un suono peculiare, presente ad esempio nella parola "madre" pronunciata in alassino come "mare". Per agevolare la scrittura, questo suono viene rappresentato graficamente con una "r" rovesciata.
Per indicare il suono della "u" lombarda, si può aggiungere un accento circonflesso: "û" (per esempio: stûdiu, lûna, ecc.). Le altre lettere mantengono la loro pronuncia conforme all'italiano standard.

##### Grafia uniformata
La Consulta Ligure, constatando la somiglianza tra la grafia iniziale, pur se accettabile, e quella francese, decise di standardizzare la vecchia grafia dell'alassino con una nuova, avvalendosi dell'assistenza di glottologi e considerando anche i programmi tipografici disponibili presso le tipografie.

#### Sviluppi
Il dialetto alassino è tutt'oggi insegnato tramite corsi, portati avanti da associazioni che spingono la tradizione di Alassio, come ad esempio l'Associazione Vecchia Alassio.

### Arte
Ad Alassio si trova la Richard West Memorial Gallery, dedicata all'opera del pittore irlandese Richard Whateley West, nativo di Dublino e morto a Fiesole. Il seicentesco palazzo Morteo ospita invece una collezione di una ventina di dipinti dello scrittore e pittore Carlo Levi, che ritraggono principalmente il paesaggio collinare circostante Alassio e la sua rigogliosa vegetazione. Tra le opere esposte, vi è un dipinto che raffigura la stazione di Alassio, testimonianza del soggiorno del pittore tedesco Felix Nussbaum nel 1934. Nussbaum, nato a Osnabrück, fu una delle vittime dell'Olocausto, perendo ad Auschwitz nel 1944.
Alassio è stata anche patria di numerosi pittori di fama internazionale, tra cui Mario Berrino e Luciano Lanati.

### Istruzione

#### Scuole
Alassio è sede dell'Istituto professionale statale per i servizi alberghieri e ristorazione "Francesco Maria Giancardi" e del paritario Liceo scientifico e Liceo delle scienze umane opzione economico sociale salesiano "Madonna degli Angeli Don Bosco".
Nella frazione di Moglio è presente una scuola materna e una scuola elementare, quest'ultima che porta il nome in onore dell'alpino Luigi Bottaro.

### Musei
- Museo di scienze naturali "San Giovanni Bosco" presso l'Istituto Salesiano della chiesa di Santa Maria degli Angeli.
- West Gallery, mostra dedicata al pittore Richard Whateley West.
- Pinacoteca "Carlo Levi", pittore e scrittore.

### Biblioteca

#### Biblioteca Civica "Renzo Deaglio"
La biblioteca civica “Renzo Deaglio”, affacciata sulla centrale piazza Airaldi e Durante e sulle spiagge alassine, raccoglie l'eredità ideale della biblioteca dell'ex chiesa anglicana costituita dai lasciti librari dei turisti inglesi che frequentavano la città a inizio Novecento, con collezioni librarie di pregio. Dotata di wi-fi per la connessione internet gratuita e di una sala multimediale, ospita da alcuni anni gli incontri letterari in precedenza realizzati in varie aree della città e oggi trasferiti nell'auditorium intitolato a Roberto Baldassarre, ex direttore della biblioteca.
La biblioteca contiene anche una sezione "storia locale", dove sono contenute informazioni non solo su Alassio, ma anche sul resto della Liguria (come ad esempio Loano o Pietra Ligure)

#### La English Library
La English Library è stata fondata nel 1875 dal pastore anglicano John Hayes, il quale fu uno dei primi cappellani di religione anglicana della cittadina alassina.
Hayes costruì fuori dalla chiesa anglicana alassina una libreria, così che i parrocchiani che ritornavano in patria regalassero i libri che non volevano portare con sé.
La biblioteca è una delle più antiche biblioteche inglesi d'Italia e d'Europa, ed è la seconda biblioteca in Italia per numero e importanza dei volumi in lingua inglese, superata solo dalla biblioteca inglese di Firenze.
Il luogo sopravvisse alle due guerre mondiali, e al declino della vasta presenza degli inglesi a favore di altri popoli nella cittadina alassina.

### Natura

#### I Giardini di Villa della Pergola
Giardino all'inglese progettato dall'Architetto Paesaggista Paolo Pejrone. Vincitori del concorso "Il Parco più bello d'Italia" 2020/2022, i Giardini sono visitabili e ospitano rinomate collezioni botaniche, come quella dei glicini, la più importante in Italia con quasi 40 diverse varietà, quella degli agapanti, la più vasta d'Europa con oltre 500 specie diverse e migliaia di esemplari, e quella degli agrumi.
Il Parco di Villa della Pergola affonda le sue radici nella visione del Generale Montagu McMurdo e di sua moglie Lady Susan Sarah Napier, i quali, nella seconda metà del XIX secolo, concepirono l'idea di trasformare un semplice podere agricolo ligure in un luogo di bellezza e piacere. Inizialmente circondato da coltivazioni di agrumi, ulivi e carrubi, il terreno che ospita il parco fu trasformato con cura in un'oasi di verde, arricchita da piante ornamentali e opere paesaggistiche.
Il Generale McMurdo, con il suo amore per la natura e il giardinaggio, introdusse molte piante esotiche e ornamentali, aggiungendo balaustre in terracotta per delimitare i punti panoramici più suggestivi.
Con il passare dei decenni e dei proprietari, tra cui spiccano Sir Walter Hamilton Dalrymple e i discendenti della famiglia Hanbury, il parco vide l'aggiunta di nuove specie vegetali, fontane e opere paesaggistiche di pregio.
Nel 2006, grazie all'intervento di una cordata di amici guidata da Silvia e Antonio Ricci, il parco fu salvato da una speculazione edilizia. Da allora, è stato avviato un processo di restauro mirato a riportare il parco al suo antico splendore, recuperando sentieri, muretti a secco e reintroducendo varie specie vegetali.

### Cinema
Ad Alassio (in particolare presso la locale stazione ferroviaria) sono state girate alcune sequenze del fantasy Inkheart - La leggenda di cuore d'inchiostro del 2008 di Iain Softley, con protagonisti Brendan Fraser, Andy Serkis, Helen Mirren e Jim Broadbent.

### Cucina
La cucina alassina si basa sulla cucina ligure, perciò molti piatti liguri (come ad esempio la buridda, il pesto, la focaccia e la bottarga) sono prodotti e consumati nella cittadina.

#### Ventre di tonno
La ventre di tonno è un piatto tradizionale della città, più precisamente nella frazione collinare di Moglio.
La nascita di questo piatto è da attribuirsi ai tonnarotti mogliesi (per l'appunto molti abitanti della frazione lavoravano nelle tonnare), che al ritorno dalle tonnare delle regioni vicine (come ad esempio la Sardenga o la Sicilia) portavano con sé gli scarti della lavorazione, che venivano lavorati dalle donne di Moglio per la preparazione della pietanza.
La preparazione della ricetta consiste in primo luogo nello stomaco del tonno, il quale viene prima salato e successivamente essiccato alle travi delle cantine, solidificandosi e consentendo una lunga conservazione. La ricetta tradizionale mogliese prevede che lo stomaco venga ammollato per mezza giornata prima della bollitura. Successivamente, viene bollito in una pentola senza sale, raffreddato sotto l'acqua corrente e tagliato a listarelle. Durante la cottura, viene accompagnato da olive taggiasche, foglie di alloro, aglio, prezzemolo, cipolle, carote, pinoli schiacciati grossolanamente e polpa di pomodoro.
Oltre allo stomaco del tonno, i pescatori ricevevano altri scarti della lavorazione, tra cui il "musciamme" (filetto di tonno), la "biella" (budello), il "coeu" (cuore), il "figatallo" e la "bottarga" (uova).

#### La biscetta
La biscetta è una frittella con semi di finocchietto, tipico prodotto della frazione di Solva alla quale è legata una sagra annuale.

#### Il risiny
Il risiny è una pasta a forma di budino, che viene fatta con farina, uova, burro, zucchero e scorza di limone.

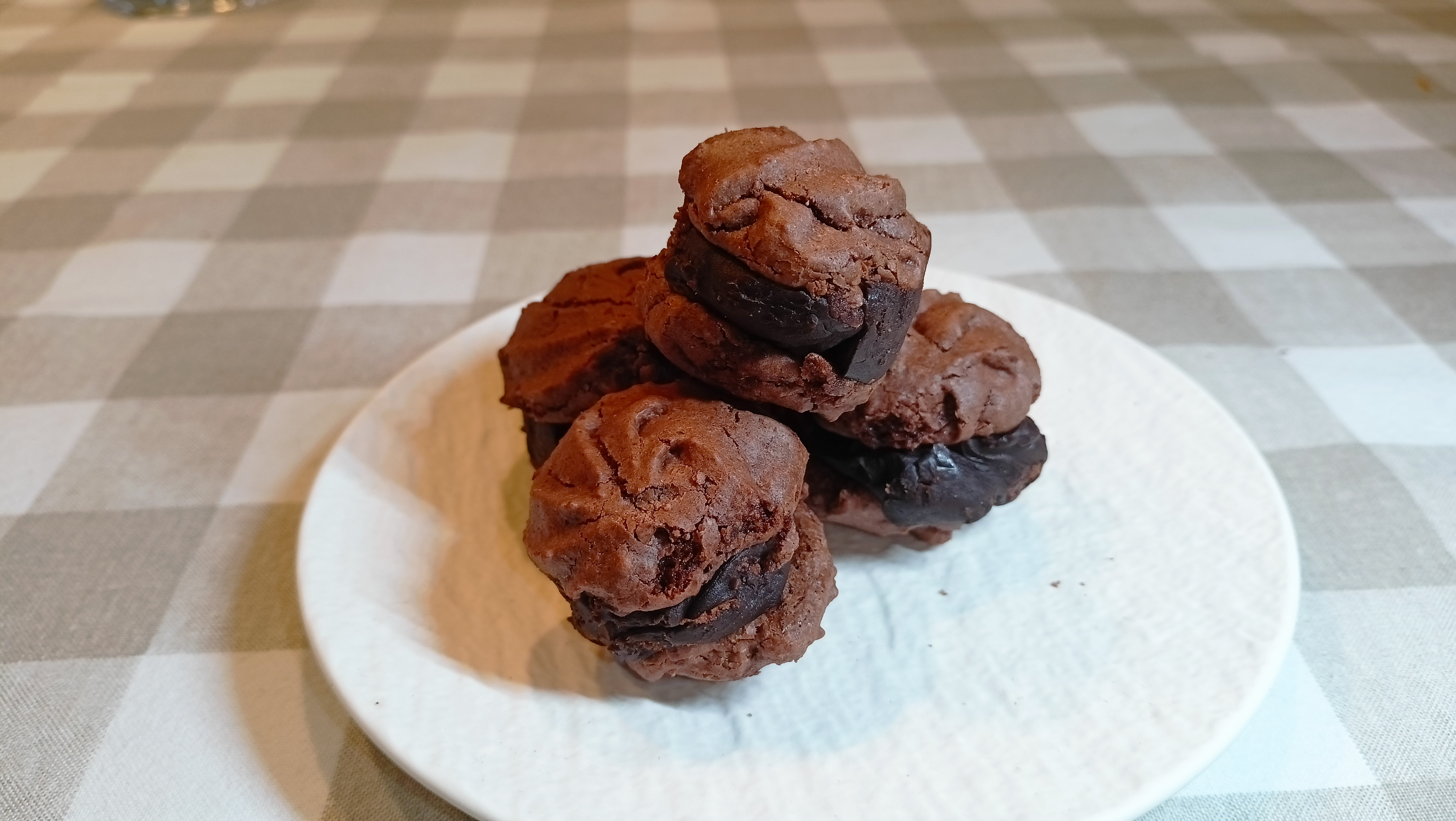
Un piatto di baci d'Alassio.

#### Baci di Alassio
Definiti da d'Annunzio i "dolci della gentilezza" o della galanteria, i baci di Alassio (chiamati anche baci della Riviera) sono, insieme al muretto, i simboli più famosi e apprezzati di Alassio, ottenendo anche la certificazione di prodotto a denominazione comunale d'origine. e dal 2006 la denominazione di origine protetta. Tutte le pasticcerie alassine offrono questi dolcetti ai turisti.
I baci di Alassio sono formati da due cialde di cioccolato di forma sferica, composti da nocciole, miele, cacao amaro e zucchero. Creando un composto che viene messo in sac-à-poche (per creare la forma della cialda) e poi messo in forno, e poi tra le due cialde è racchiusa una crema ganache composta da panna liquida e cioccolato fondente.
Questi dolcetti nascono nel 1910 per idea del pasticcere Rinaldo Balzola (alcune fonti tuttavia la attribuiscono al padre Pasquale Balzola), un rinomato pasticcere che forniva dolci al casato dei Savoia e proprietario della pasticceria Balzola ad Alassio.

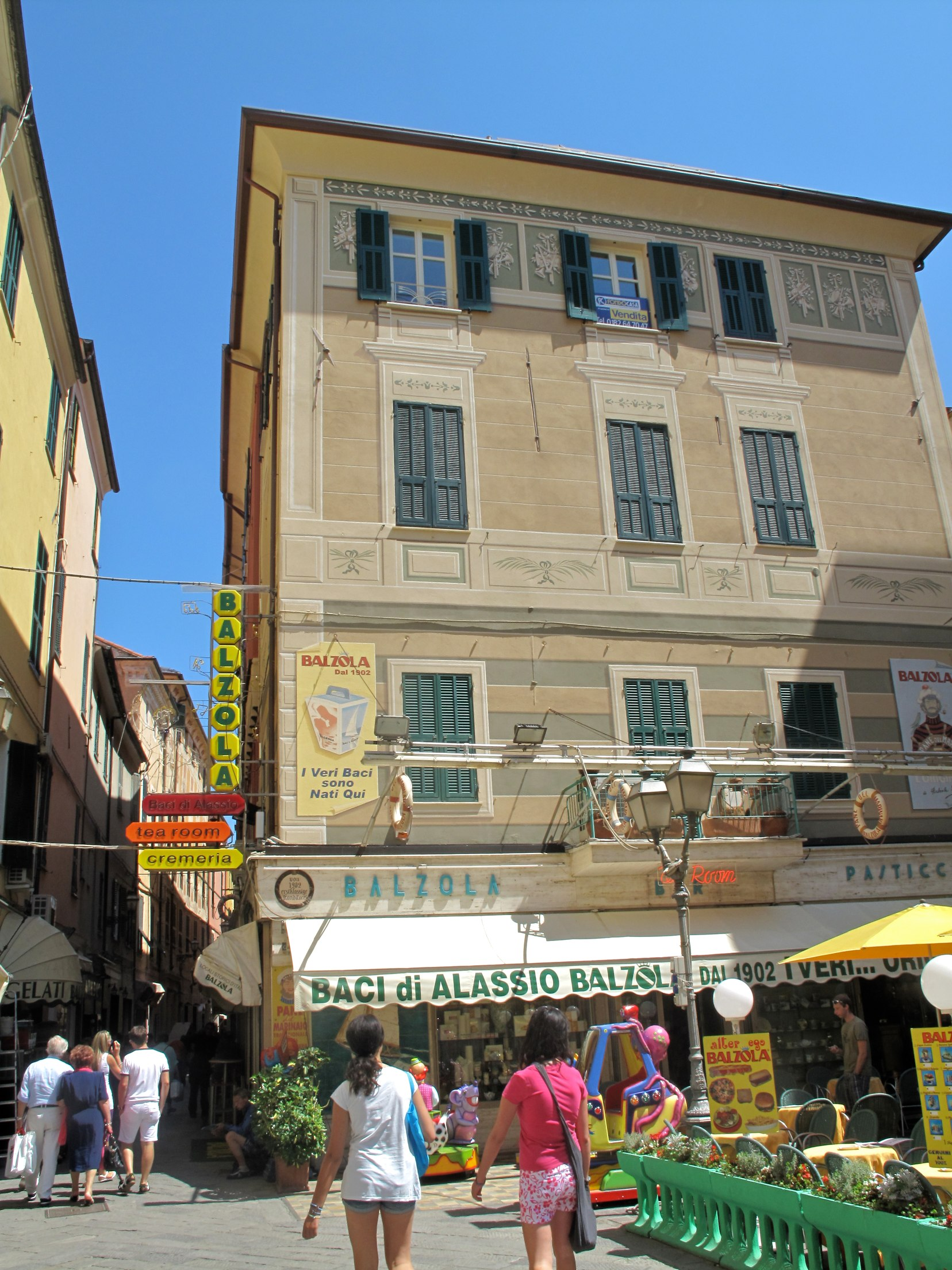
Il negozio "Balzola" ad Alassio, sede in cui furono creati i baci di Alassio.

Furono inventati come regalo gastronomico da elargire ai visitatori, per l'appunto in quel periodo Alassio era stata scoperta non solo dai turisti delle regioni limitrofe, ma anche da turisti provenienti da paesi come Germania e Inghilterra.
Questi dolcetti, grazie alla loro popolarità, sono riuscite ad elevare la cittadina di Alassio come "Città del Cioccolato".
I baci di Alassio sono una rivisitazione dei baci di dama, più grandi e più morbidi grazie al cioccolato e dal miele.
Esistono alcune varianti dei baci di Alassio, in alcune versione la crema all'interno al posto di essere al cioccolato è sostituita da creme al pistacchio o nocciola.

### Eventi
Nel corso degli anni, Alassio è stata sede di numerosi eventi di varia natura. Tra questi si annoverano iniziative locali, come il concorso di bellezza Miss Muretto, inaugurato nel 1953 e concluso nel 2014, e manifestazioni culturali, tra cui i premi letterari annuali di settembre, ovvero i centolibri, destinati a scrittori e case editrici.

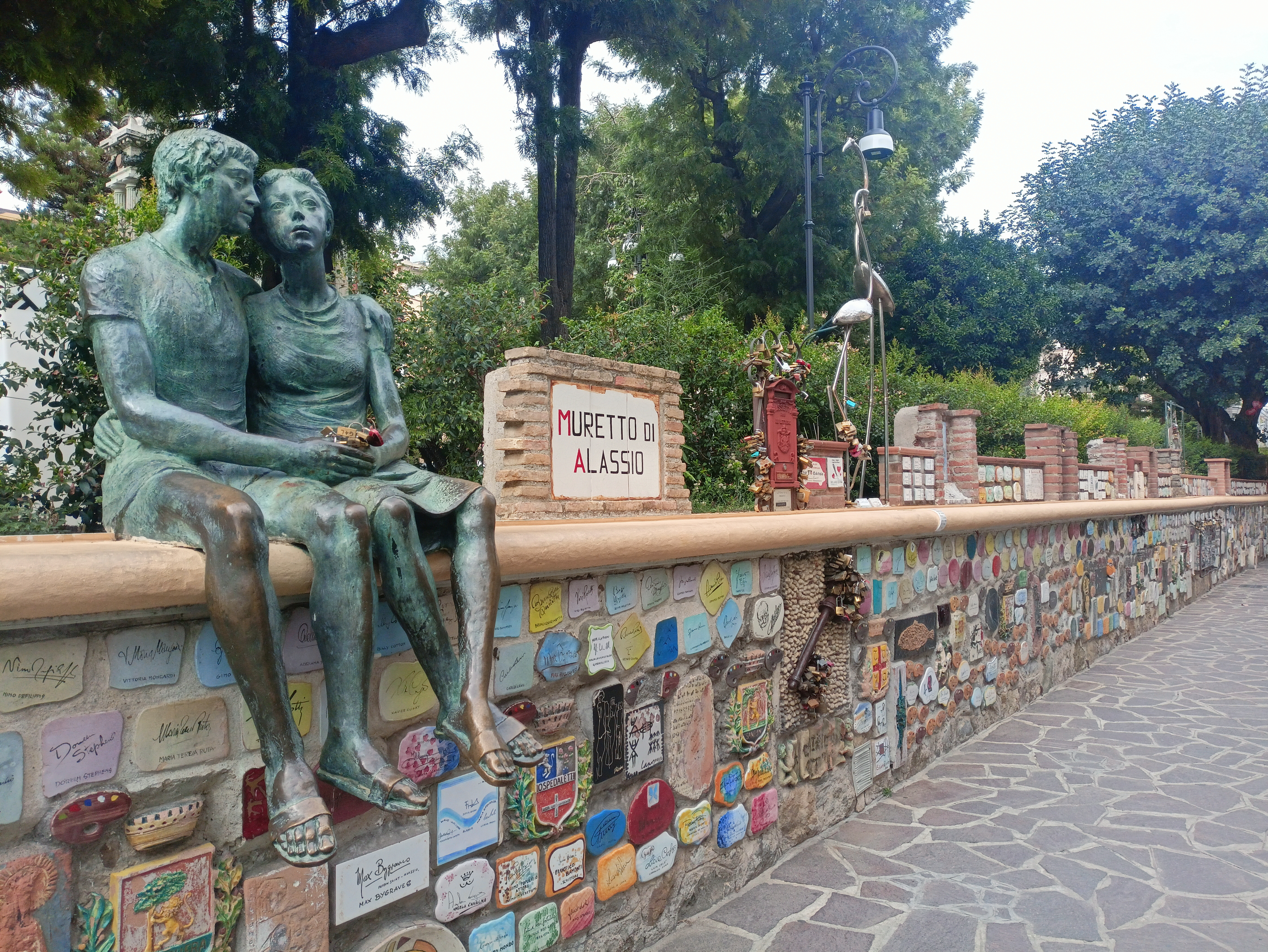
Il "Muretto di Alassio"

- Premio letterario "Un autore per l'Europa", a settembre.[198]
- Premio per case editrici "Un editore per l'Europa", a settembre.[199]

#### Mercato cittadino
Ogni sabato mattina, dalle ore 8 alle ore 13, ad Alassio nella piazza Paccini, si tiene il mercato cittadino, dove è possibile trovare una vasta gamma di prodotti. Tra questi vi sono vestiti usati, frutta, carne e pesce, formaggi, fiori e piante.
Prima del 2020, il mercato cittadino di Alassio era tradizionalmente ospitato lungo via Pera.

## Geografia antropica
Il comune si estende per una superficie di 17,25 km², e comprende tre sottodivisioni: frazioni, borghi e regioni.

Le frazioni sono tre, e sono situate sulle colline e alture che circondano il territorio comunale, esse sono Moglio, Solva e Caso.

Mappa delle frazioni e regioni (cioè quartieri) di Alassio

La frazione di Moglio consiste in un calmo villaggio sulla collina centrale di Alassio, raggiungibile tramite una strada provinciale verso Testico. È conosciuta per la presenza di ulivi, villette e per la sua chiesa.

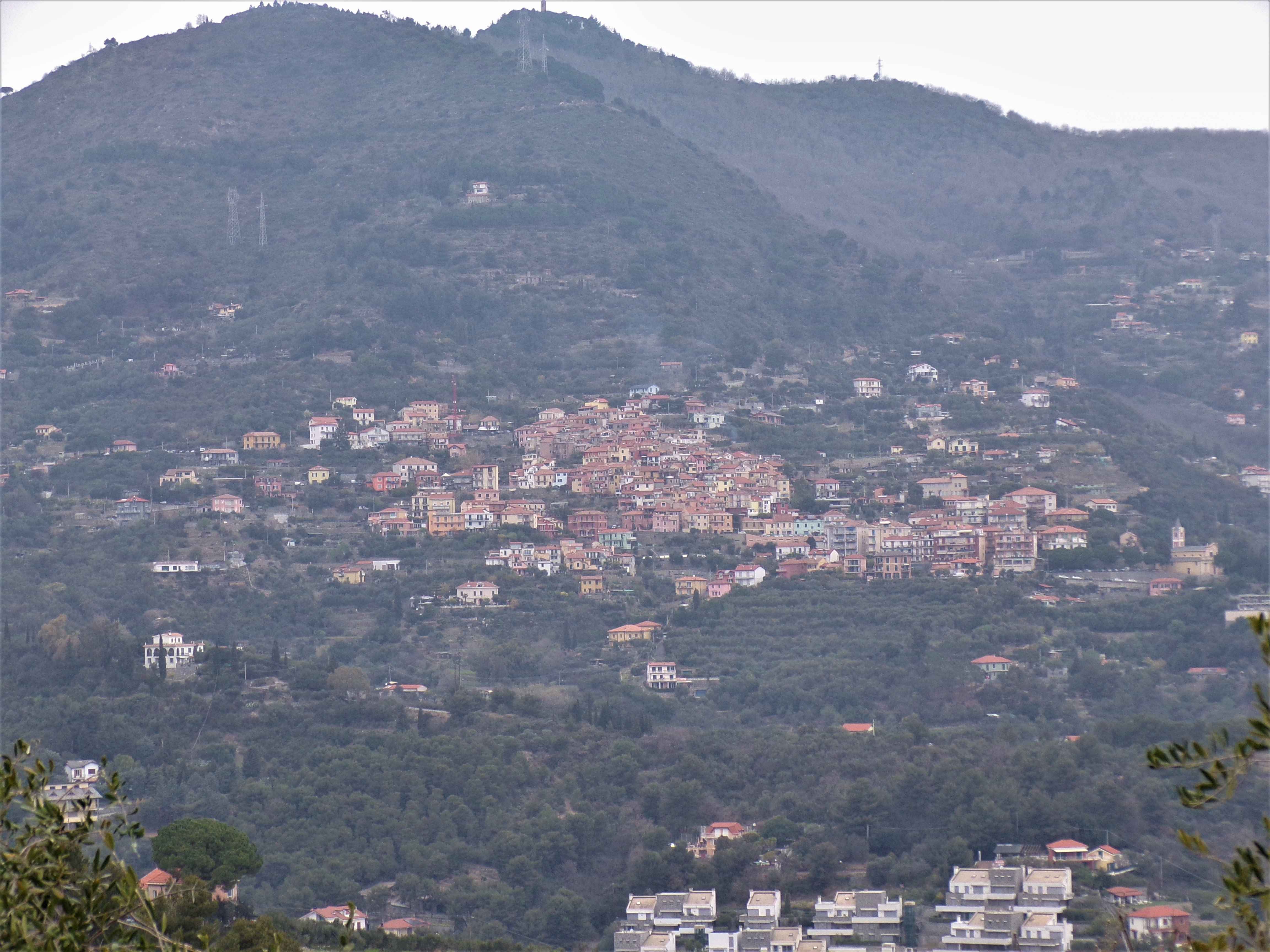
Panorama di Moglio da Alassio

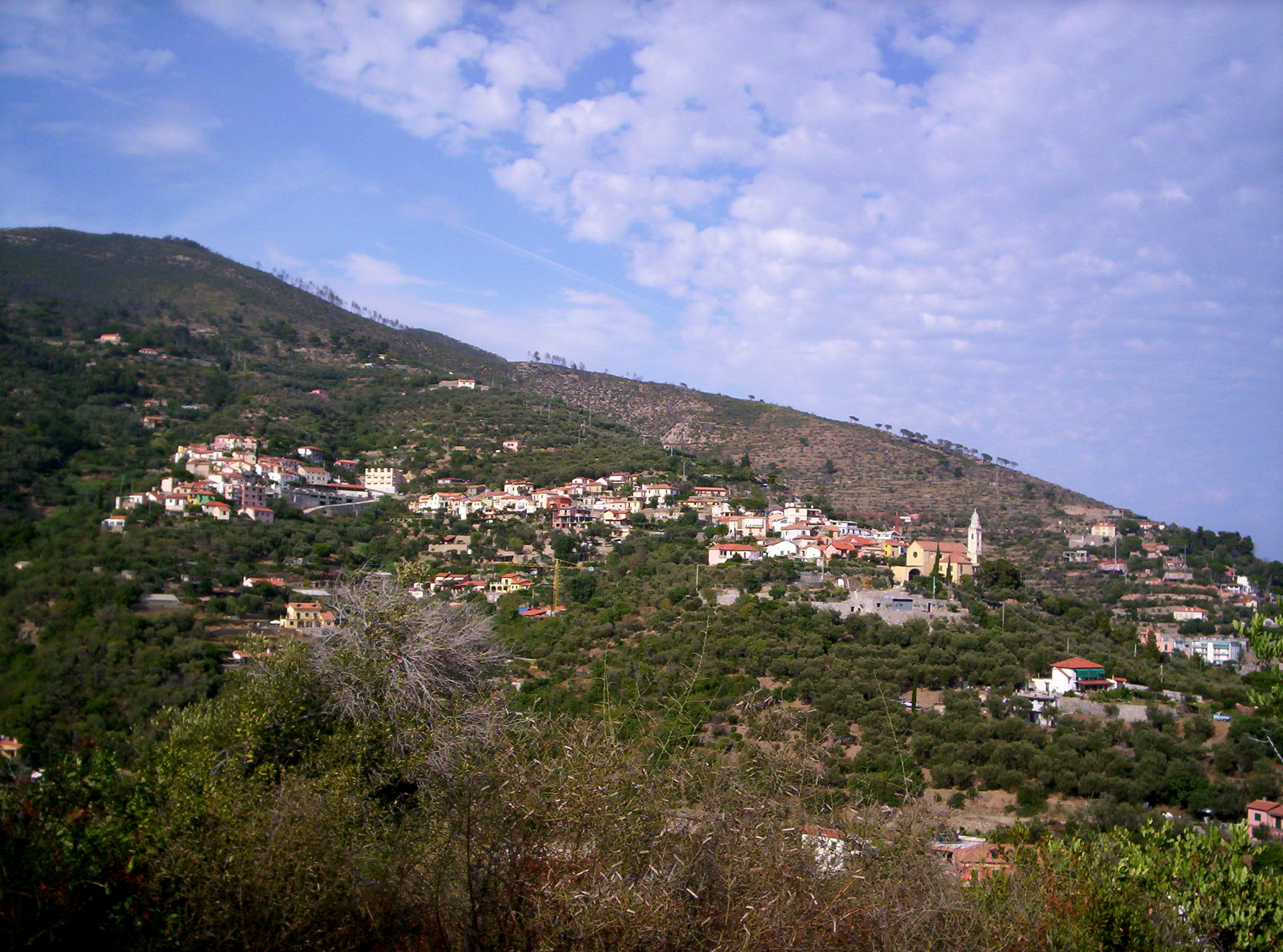
Panorama di Solva

Solva, o Sorba, è situata sulla collina che separa Alassio e Albenga.
Il nome Solva deriva dal dialetto ligure antico surva, che significa "sopra".
Questo piccolo borgo ha una sua piazza e una sua chiesa, dove è possibile trovare al suo interno affreschi risalenti al Quattrocento, raffiguranti le pene dell'inferno.

## Economia

### Agricoltura
Durante il XIX secolo, l'economia di Alassio prosperava grazie alla produzione e all'esportazione di diversi prodotti chiave. Tra questi, l'olio d'oliva rappresentava un'importante risorsa commerciale, esportato in numerosi paesi del Mediterraneo e dell'Europa settentrionale. I limoni e gli aranci, coltivati nei rigogliosi giardini della Riviera, erano particolarmente apprezzati dalla classe aristocratica e borghese in tutto il continente europeo.
Oltre alla coltivazione degli agrumi, anche i pomodori trovavano spazio tra i raccolti agricoli di Alassio. Tuttavia, nella piana d'Albenga, le patate erano una coltura più diffusa e frequentemente coltivata rispetto ad Alassio.
In aggiunta, il pescato fresco e salato, tra cui acciughe, sardine e tonno, rappresentava una risorsa fondamentale per l'alimentazione locale e costituiva anche un'importante merce per il commercio esterno. Da non sottovalutare, l'attività di commercio del corallo svolgeva un ruolo rilevante nell'economia del comune, contribuendo alla sua prosperità e alla diversificazione delle attività economiche locali.

### Artigianato
Durante il XIX secolo, l'attività artigianale ad Alassio si distingueva per la varietà delle sue produzioni. In particolare, erano preminenti la tessitura, la fabbricazione di corde e funi, e la produzione di sapone.

### Turismo
L'industria turistica, concentrata principalmente sul turismo balneare e sull'ospitalità, si posiziona al vertice dell'economia di Alassio, essendo la principale leva di sviluppo economico per la città. Questo settore non solo fornisce la maggiore fonte di entrate per le imprese locali, dagli alberghi ai ristoranti, ma rappresenta anche un pilastro fondamentale per le finanze del comune. Il fascino delle spiagge sabbiose, unito alla qualità dei servizi alberghieri, attira un numero sempre crescente di turisti ogni anno, sostenendo così l'economia locale in maniera significativa.
Alassio ogni anno ospita numerosi turisti (a volte arrivando fino a picchi di 80000 individui), i quali non vengono soltanto dal nord Italia (quest'ultimi solitamente durante la stagione estiva) ma anche da altre parti d'Europa, i più celebri sono sicuramente gli inglesi e i tedeschi durante la stagione invernale, tuttavia anche i francesi che fanno escursioni nella Costa Azzurra occasionalmente passano per la cittadina alassina.

## Infrastrutture e trasporti

Mappa di Alassio

### Strade
Il territorio comunale di Alassio è attraversato dall'autostrada A10 Genova-Ventimiglia, la quale non presenta alcuno svicolo dedicato esclusivamente alla città. Sono presenti inoltre la strada statale 1 Via Aurelia, che permette il collegamento con Albenga, a est, e Laigueglia a ovest, la strada provinciale 18 Alassio-Testico, la strada provinciale 55 Bossoleto-Crocetta di Alassio e la strada statale 717 di Villanova di Albenga.

### Ferrovie

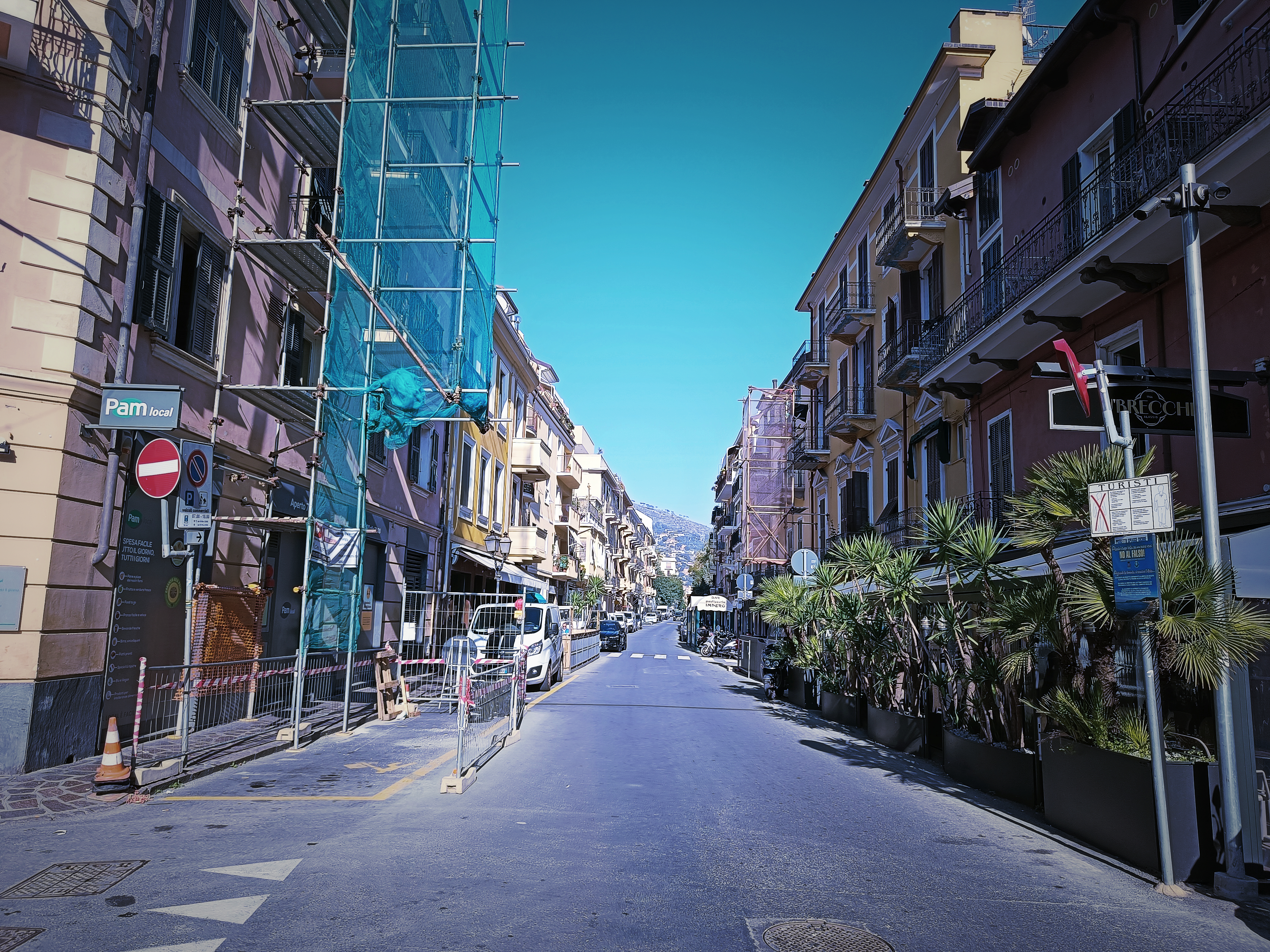
Corso Dante Alighieri, (comunemente chiamato Via Dante), è la strada più importante di Alassio dopo l'Aurelia, è una lunga strada che inizia dall'entrata di Alassio da Albenga fino all'uscita da Laigueglia. Il muretto di Alassio è situato su questa via. In questa foto è mostrato da Via Milite Ignoto in direzione Albenga, a pochi metri più avanti è situato il Muretto di Alassio e i giardini "Charlie Chaplin".

Alassio è attraversata dalla ferrovia Genova-Ventimiglia, a binario unico nel tratto alassino, dove sorge la stazione ferroviaria di Alassio, provvista di tre binari al servizio dei viaggiatori. Per quest'ultima è in progetto l'interramento della sede ferroviaria con la costruzione di una stazione sotterranea, analogamente a quanto avvenuto con la stazione di Sanremo, posta sulla medesima tratta.

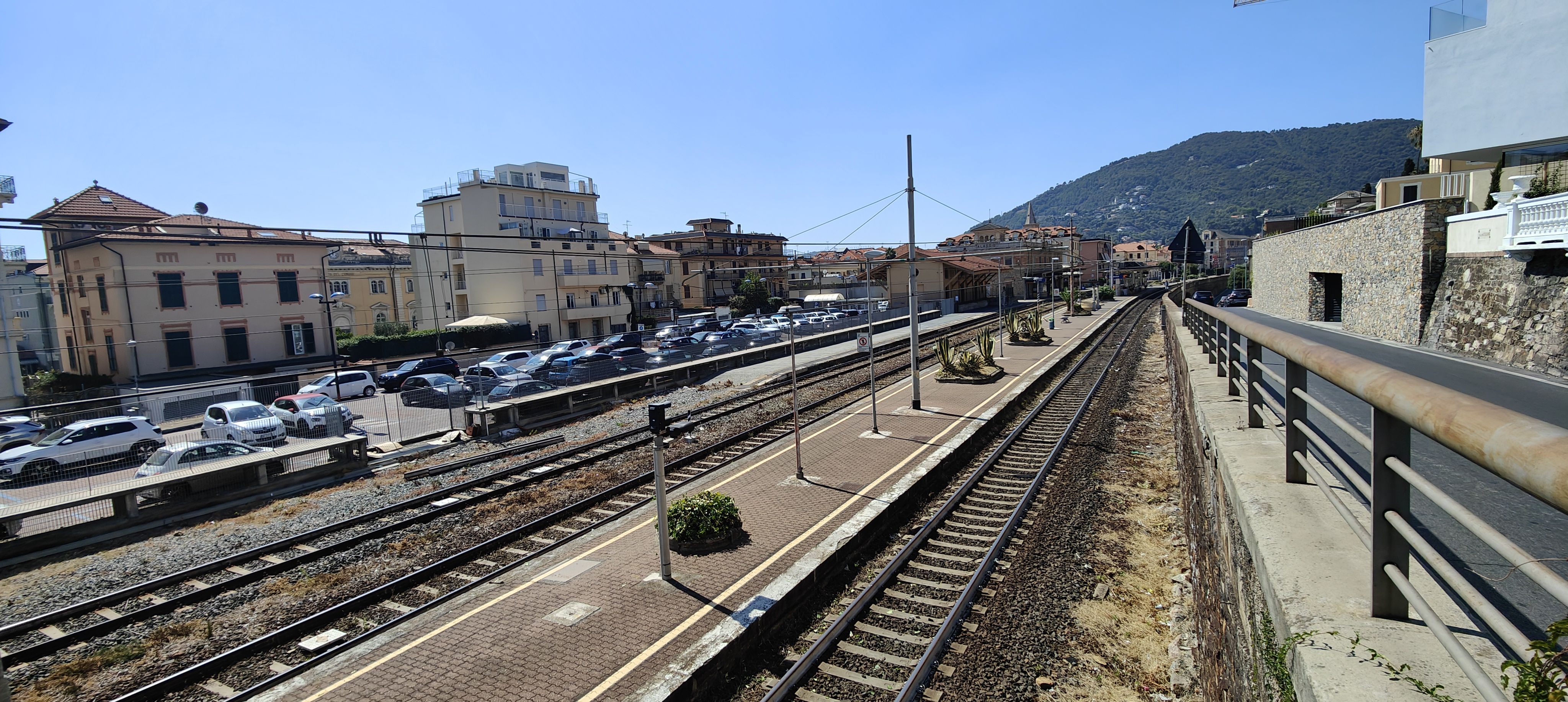
La stazione ferroviaria, verso Ventimiglia.

La stazione originaria di Alassio, costruita in materiali legnosi, vide la sua inaugurazione nel 1872 ad opera della Società per le Ferrovie dell'Alta Italia, entità che in seguito divenne parte della Rete Mediterranea. Successivamente, nel 1888, fu edificato il magazzino merci, ampliando così le funzionalità della stazione.
La stazione ferroviaria di Alassio vide la nascita di un nuovo edificio per i passeggeri grazie al lavoro dell'ingegnere Achille Manfredini, che completò il progetto nel 1915. Questa area ferroviaria è caratterizzata da tre binari, ognuno con la propria piattaforma e collegati tra loro attraverso un sottopasso che migliora l'accessibilità e il flusso dei viaggiatori. In dettaglio, il binario numero uno è riservato ai treni che concludono il loro viaggio in questa stazione e si trova su un percorso alternativo, usato anche per regolare il traffico ferroviario quando il secondo binario è in uso. Il secondo binario, pure su un percorso alternativo, è utilizzato per le operazioni di sorpasso. Il terzo binario, invece, è il principale per il transito dei treni, essendo posizionato lungo il tracciato originario. Inoltre, la stazione è stata equipaggiata con tecnologie per il monitoraggio e la gestione del traffico ferroviario e, per un certo periodo, è stata controllata a distanza dal centro operativo di Albenga.

## Amministrazione

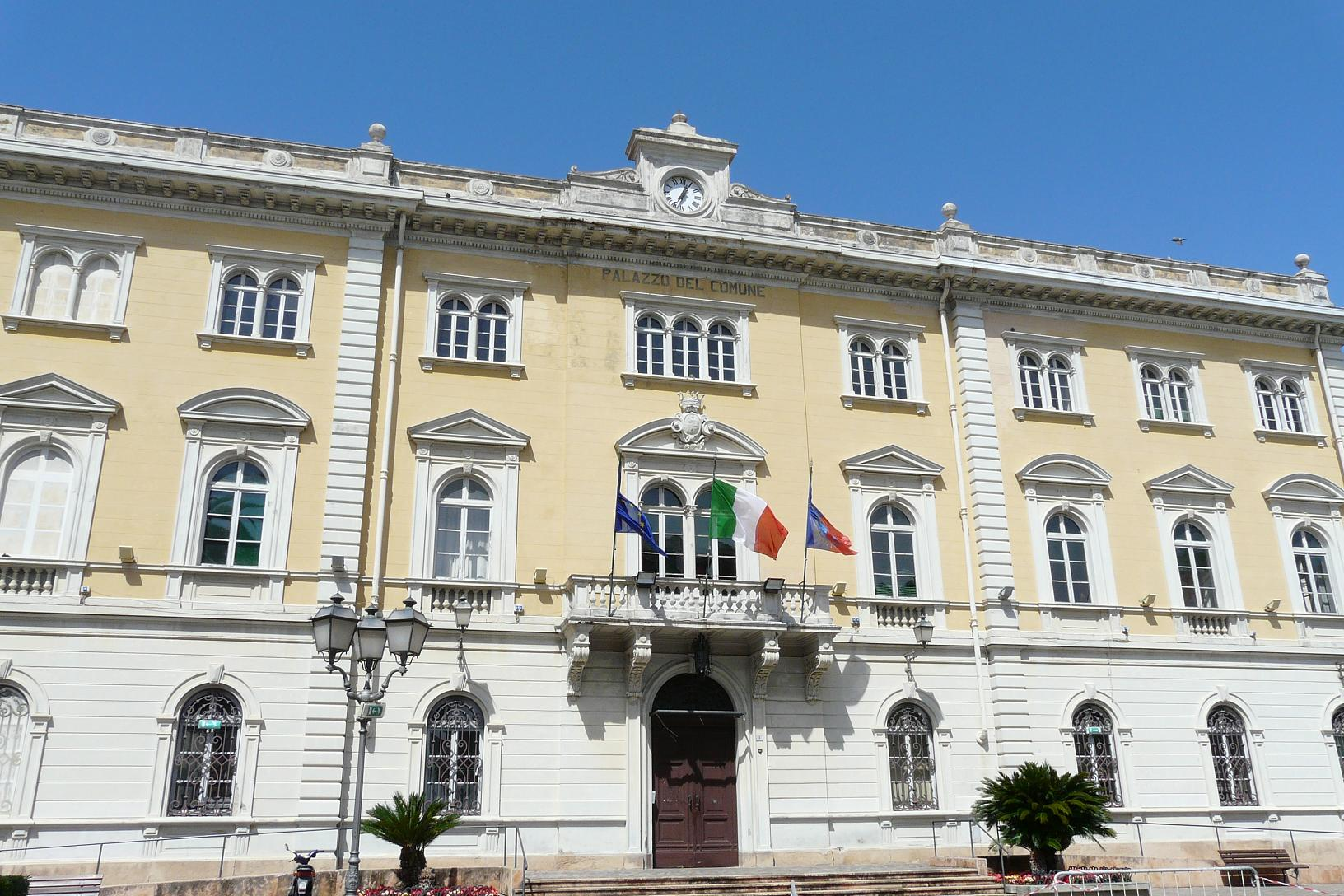
Il municipio

| Periodo          | Periodo          | Primo cittadino            | Partito                                        | Carica         | Note                    |
| ---------------- | ---------------- | -------------------------- | ---------------------------------------------- | -------------- | ----------------------- |
| 28 agosto 1987   | 10 luglio 1990   | Traiano Testa              | Democrazia Cristiana                           | Sindaco        |                         |
| 10 luglio 1990   | 19 marzo 1992    | Domenico Giraldi           | Partito Socialista Italiano                    | Sindaco        | [ Nota 9 ]              |
| 5 maggio 1992    | 18 dicembre 1992 | Giampaolo Mela             | Democrazia Cristiana                           | Sindaco        | [ Nota 9 ]              |
| 25 febbraio 1993 | 7 giugno 1993    | Sergio Grandesso Silvestri |                                                | Comm. straord. | [ Nota 10 ]             |
| 7 giugno 1993    | 28 aprile 1997   | Roberto Avogadro           | Lega Nord                                      | Sindaco        |                         |
| 28 aprile 1997   | 14 maggio 2001   | Roberto Avogadro           | Lega Nord                                      | Sindaco        |                         |
| 14 maggio 2001   | 30 maggio 2006   | Marco Melgrati             | Forza Italia                                   | Sindaco        |                         |
| 30 maggio 2006   | 17 maggio 2010   | Marco Melgrati             | Casa delle Libertà                             | Sindaco        | [ Nota 11 ]             |
| 17 maggio 2010   | 16 maggio 2011   | Giovanni Aicardi           |                                                | Vicesindaco    | [ 230 ]                 |
| 17 maggio 2011   | 1º febbraio 2013 | Roberto Avogadro           | A come Alassio (lista civica di centro)        | Sindaco        | [ Nota 12 ]             |
| 1º febbraio 2013 | 26 maggio 2013   | Paolo Ceccarelli           |                                                | Comm. straord. | [ 231 ]                 |
| 27 maggio 2013   | 10 giugno 2018   | Enzo Canepa                | Canepa sindaco (lista civica di centro-destra) | Sindaco        |                         |
| 10 giugno 2018   | 30 maggio 2019   | Marco Melgrati             | Melgrati sindaco (lista civica)                | Sindaco        | [ Nota 13 ] [ Nota 14 ] |
| 30 maggio 2019   | 30 novembre 2020 | Angelo Galtieri            | Melgrati sindaco (lista civica)                | Vicesindaco    |                         |
| 1 dicembre 2020  | 15 maggio 2023   | Marco Melgrati             | Melgrati sindaco (lista civica)                | Sindaco        | [ Nota 15 ]             |
| 15 maggio 2023   | in carica        | Marco Melgrati             | Melgrati sindaco (lista civica)                | Sindaco        | [ Nota 15 ]             |

### Gemellaggi
Alassio è gemellata con:
- La Thuile, dal 2013.[232]

Il sindaco alassino Marco Melgrati, insieme al presidente della Liguria Giovanni Toti, in passato ha espresso la volontà di un gemellaggio con il comune di  Busto Arsizio.

## Sport

### Calcio
Nel 1921 fu fondato lo Sport Club Alassio. I colori sociali scelti furono il giallo e il nero e, come simbolo, una vespa.
Fino al 2022 la città di Alassio era rappresentata dalla A.S.D. Alassio F.C., nata nel 2014, e che dopo aver vinto tre campionati consecutivi e la finale di play off di Promozione, militava nel campionato di Eccellenza Liguria (nel gennaio 2017 ha superato il record europeo di vittorie consecutive in campionato vincendo 35 partite di seguito). Altra squadra locale è l'A.S.D. Baia Alassio Auxilium, che milita nel campionato di Prima Categoria.
Nel 1983 si svolse ad Alassio la settima coppa Italia di calcio da tavolo.

### Vela
Il 3 giugno del 1925 venne fondato il Circolo Nautico "Al Mare" di Alassio, denominato in questo modo perché la prima sede era appunto situata vicino alla spiaggia nei pressi del Pontile Bestoso; dagli anni sessanta la sede è stata trasferita presso il porticciolo "Luca Ferrari".
Sodalizio sportivo dilettantistico tra i più attivi in tutta Europa ha dato allo sport italiano numerosi campioni che hanno partecipato a varie edizioni dei Giochi Olimpici, oltre a dirigenti nazionali e allenatori federali. Tra i più noti Giuseppe "Pino" Zucchinetti olimpionico a Città del Messico 1968 (Acapulco); Giampiero Dotti e Francesco Sibello olimpionici a Monaco 1972 (Kiel); Gianni e Agostino Sommariva (riserve) ai giochi olimpici di Seul 1988 (Pusan); Walter e Marco Pirinoli olimpionici ad Atlanta 1996 (Savannah); Pietro e Gianfranco Sibello olimpionici ad Atene 2004, Pechino 2008 (Tsingtao), Londra 2012.
L'alassino Sergio Gaibisso che fu presidente del Circolo Nautico "Al Mare" per più di 30 anni è stato anche presidente della Federazione Italiana Vela per 16 anni; l'attuale presidente del circolo nautico è Ennio Pogliano che ha sostituito Rinaldo Agostini già allenatore e coordinatore della squadra olimpica di Vela ai Giochi Olimpici di Atlanta 1996 (Savannah) e Sydney 2000. Il Circolo Nautico "Al Mare" di Alassio ha organizzato negli anni ben 4 campionati del Mondo delle classi Flying Dutchman (2) (1967 e 1982 e Finn (Gold Cup 1982) e D-ONE (2012, oltre a numerosi campionati europei, nazionali e tantissime regate internazionali.
È attiva da 43 anni la scuola di Vela famosa in tutto il mondo per avere avviato allo sport della vela centinaia di giovani che hanno poi proseguito sino a giungere a disputare i Giochi Olimpici, uno dei suoi istruttori più famosi è stato "Lillo" Gaibisso pluricampione Italiano dei Dinghy 12p.

### Pallavolo
Da anni Alassio si presenta come la cittadina che ospita gli allenamenti estivi della Nazionale di pallavolo femminile. Alassio, inoltre, organizza un torneo internazionale di pallavolo: la Challenge Cup, che si disputa al Palalassio "Lorenzo Ravizza".

### Bocce
Ogni anno, a partire dal 1954, Alassio diventa il teatro della competizione di bocce più seguita e radicata in Italia, la quale gode di fama anche oltre i confini nazionali. Nota come "Targa d'Oro", questa gara, che vede la partecipazione di squadre composte da quattro giocatori ciascuna, si svolge sotto l'auspicio della Federazione Italiana Bocce (FIB) e ha registrato un numero eccezionale di iscrizioni, raggiungendo il picco di 407 squadre concorrenti.

### Pallacanestro
Quanto riguarda il basket, le prime "palle a due" si sono svolte circa dal 1970 con la società salesiana PGS Albatros. Di questa squadra si ricordano le storiche finali nazionali in cui gli alassini sfidarono la squadra in cui militava Catarina Pollini, storica giocatrice WNBA.
Fondata nel settembre del 2007, la Pallacanestro Alassio segna l'avvio della prima organizzazione dedicata al basket nella zona con l'obiettivo di sviluppare un programma completo che includesse il settore giovanile, il minibasket e una squadra senior. Le attività di allenamento e le competizioni della società si tengono principalmente presso il Palaravizza.

### Wave Walking
Introdotta in Francia, la disciplina del Wave Walking ha trovato un fervente seguito ad Alassio a partire dal 2018, consolidandosi come un punto di riferimento significativo per questa particolare forma di talassoterapia nel panorama italiano. Il Wave Walking si basa su una camminata che avviene con il corpo parzialmente sommerso nell'acqua del mare, un metodo che combina i benefici terapeutici dell'ambiente marino con un'esercitazione fisica dolce ma efficace. Tra i vantaggi principali si annoverano la stimolazione della circolazione sanguigna, il miglioramento delle capacità di mantenere l'equilibrio e il rafforzamento dei muscoli, il tutto avvenendo in maniera delicata e senza esercitare pressioni dannose sulle articolazioni. Questa pratica, oltre a rappresentare un piacevole e rinvigorente modo di connettersi con il mare, offre un approccio olistico al benessere fisico, sottolineando come l'interazione con gli elementi naturali possa influire positivamente sulla salute generale.
L'entusiasmo per questa disciplina ha portato alla creazione della Alassio Wave Walking Cup, un evento che celebra lo sport nella località di Alassio.

### Trekking
L'attività di trekking nelle vicinanze di Alassio si concentra principalmente sulle zone collinari circostanti, dove un'intensa rete di percorsi e tracciati attraverso boschi e oliveti rende questa pratica accessibile tanto ai principianti quanto agli appassionati più esperti.
Questi cammini si articolano in tracciati storici e sentieri utilizzati in passato da pastori e taglialegna.
Uno degli itinerari è la via Julia Augusta, che si estende da Albenga fino ad Alassio. Avviandosi da Alassio in direzione di Albenga, si ha l'opportunità di scoprire le antiche rovine della città romana di Albingaunum, antenata di Albenga.
Un'altra opzione è il sentiero denominato "del rosmarino", posizionato a un'altitudine di 200 metri. Questo percorso inizia ad Alassio e conduce al vicino borgo di Laigueglia.

### Ciclismo
Per il ciclismo, nel 1951 Alassio è stata sede di arrivo della seconda tappa del Giro d'Italia vinta da Antonio Bevilacqua e dal 1979 al 1997 è stata anche sede di arrivo della Nizza-Alassio.
Sempre sulle alture di Alassio sono presenti alcune ciclovie, di variata pendenza e difficoltà, dalla quale nascono alcune varianti off-road, che conducono a sentieri e strade nei boschi delle colline alassine.
Alassio è stata e continua a essere uno dei punti di passaggio per i ciclisti che partecipano alla classica corsa su strada Milano-Sanremo, sia nelle edizioni passate che nelle più recenti.
Un ulteriore evento ciclistico nella città di Alassio è la Granfondo del Muretto di Alassio MTB, che consiste in un percorso single track di 38 chilometri, che inizia vicino al mare, si sviluppa fino a 1300 metri sopra il livello del mare tramite percorsi collinari e panoramici, per poi concludersi sempre vicino al mare.

### Impianti sportivi

#### Palazzetto dello Sport
Conosciuto formalmente come Palazzetto dello Sport Lorenzo Ravizza, e talvolta denominato brevemente Palalassio o Palaravizza, questo impianto polifunzionale si trova in via Neghelli, nella zona occidentale di Alassio. Dotato di una capacità di 1950 spettatori, è il luogo in cui si svolgono regolarmente allenamenti di diverse discipline sportive quali basket, pallavolo, pattinaggio artistico su rotelle, kick boxing, attività da palestra, ginnastica artistica e danza contemporanea.
Oltre a fungere da sede per eventi sportivi, il complesso accoglie anche iniziative di carattere culturale. Tra queste si distingue "Sulla Strada Giusta", un evento dedicato alla promozione dei valori di legalità, educazione alla guida e sicurezza generale.

#### Stadio comunale
Lo stadio comunale "Sandro Ferrando", noto anche più semplicemente come Stadio Ferrando, rappresenta il fulcro delle attività calcistiche ad Alassio. Inaugurato nel 2011, la struttura è progettata per accogliere fino a 1600 spettatori nelle sue tribune e include anche un bar, oltre a locali adibiti a spogliatoi.
Il terreno di gioco, costituito da erba sintetica certificata dalla Lega Nazionale Dilettanti, è idoneo per ospitare incontri fino al livello della Serie D.
Lo stadio comunale "Sandro Ferrando" nel 1982 ha ospitato il ritiro pre-mondiale della Nazionale italiana, campione del mondo nei Mondiali di calcio 1982. La dimora della squadra era denominata la Puerta Del Sol, sulle colline di Alassio occidentali, cioè le colline che dividono Alassio e Laigueglia. Questa abitazione oggi è abbandonata, ed è meta di molteplici appassionati di esplorazioni urbane.